# Salt Lake City
Salt Lake City é a capital e a cidade mais populosa do estado norte-americano do Utah e sede do condado de Salt Lake. O nome da cidade é muitas vezes abreviado para Salt Lake ou SLC. Salt Lake City situa-se nas margens do Grande Lago Salgado, de onde provém o nome da cidade (o nome do lago em inglês é Great Salt Lake).
A cidade foi fundada em 1847 no Great Salt Lake City por um grupo de pioneiros mórmons liderados por seu profeta, Brigham Young, que fugiu da hostilidade e violência do meio-oeste dos Estados Unidos. Hoje, Salt Lake City abriga a sede de A Igreja de Jesus Cristo dos Santos dos Últimos Dias. De acordo com dados do governo, atualmente menos de 50% da população da cidade é adepta da religião a qual se denominam membros da Igreja restaurada de Jesus Cristo ou "Santos dos Últimos dias", sendo aproximadamente 60% no estado do Utah.
Com quase 200 mil habitantes, de acordo com o censo nacional de 2020, é a 122ª cidade mais populosa do país, com mais de 1,2 milhão de habitantes em sua região metropolitana. A cidade também está situada em uma grande área urbana chamada Frente Wasatch, a qual possui em torno de 2,7 milhões de pessoas.
O crescimentos da mineração e a construção da primeira ferrovia transcontinental, inicialmente, trouxeram crescimento econômico, e a cidade foi apelidada de "Crossroads of the West". Salt Lake City, desde então, desenvolveu uma forte indústria do turismo ao ar livre, vinculada às estações de esqui. O crescimento constante de Salt Lake City tentando se estabelecer como uma das cidades mais importantes do mundo não foi despercebido. Em 2008, o World Cities Study Group and Network (GaWC) do Reino Unido, incluiu o nome da cidade em uma lista de cidades classificadas por sua economia, cultura, acontecimentos políticos e patrimônios históricos. A cidade foi classificada na mesma categoria de outras áreas metropolitanas do mundo de grande destaque, como Ankara, Manaus, Liverpool, Baku, Lusaka e Jerusalém, sendo que a cidade ficou acima de outras como Muscat, Austin, Gaborone e Tianjin.
Salt Lake City é um dos centros bancários industriais dos Estados Unidos e sediou os Jogos Olímpicos de Inverno de 2002.

## História
Antes da chegada dos pioneiros mórmons, os indígenas americanos habitaram o Vale de Salt Lake há milhares de anos. O principal povo indígena encontrado era o povo Ute, que mais tarde deram origem ao nome do estado, Utah. Na época da fundação de Salt Lake City, o vale era território mexicano. No entanto, a ocupação foi sazonal, perto de córregos e esvaziamento no Vale de Salt Lake. A terra foi tratada pelos Estados Unidos como de domínio público, sem título aborígene pelos mexicanos ou pelos indígenas. Os índios que habitavam a região nunca foram reconhecidos pelos Estados Unidos e seus direitos foram extintos. Acredita-se que o primeiro explorador americano na área de Salt Lake seja Jim Bridger, em 1825, embora haja suspeita de outros por volta de 1813, na área norte, próximo ao Utah Valley. O Exército dos Estados Unidos realizou pesquisas no Great Salt Lake e no Vale do Lago Salgado em 1843 e 1845. Um grupo de pioneiros mórmons tinha viajado até ao Grande Vale do Lago Salgado, em agosto de 1846, liderados por Brigham Young. Os primeiros assentamentos permanentes na região aconteceram com a chegada dos mórmons em 24 de julho de 1847. Eles tinham viajado para além das fronteiras dos Estados Unidos em procura de uma área isolada para praticar sua religião, longe da hostilidade e perseguição que tinham enfrentado em Ohio. Após a chegada, o presidente da Igreja Brigham Young teria afirmado que: "Este é o lugar" (This is the place), depois de ver a área em uma visão. Eles descobriram que o amplo era uma grande área desabitada. Quatro dias depois de chegar ao Vale do Lago Salgado, Brigham Young afirmou que no local seria construído o Templo de Salt Lake, destinado a ser o terceiro templo da Igreja de Jesus Cristo dos Santos dos Últimos Dias, substituindo os abandonados Templo de Kirtland, em Ohio e o Templo de Nauvoo, em Illinois. Construído na Praça do Templo, no centro da cidade, o templo levou 40 anos para ser concluído, sendo iniciado em 1853 e dedicado em 6 de abril de 1893. Estes atrasos significavam que os templos em St. George, Logan e Manti foram concluídos antes do Templo de Salt Lake. O templo tornou-se ícone da cidade e é a peça central. Na verdade, o canto sudeste da Praça do Templo é o ponto inicial de referência para a Salt Lake Meridian, e para todos os endereços na região da cidade.
Os pioneiros mórmons organizaram um novo estado chamado Estado de Deseret e lutaram para o seu reconhecimento em 1849. O Congresso dos Estados Unidos rejeitou os colonos em 1850 e estabeleceu o Território de Utah, que reduziu drasticamente o seu tamanho. Great Salt Lake City passou a ser a capital territorial em 1858, e posteriormente o nome foi abreviado para Salt Lake City. A população da cidade aumenta significativamente graças a um número muito grande de recém convertidos, se transformando em uma das cidades mais populosas do Velho Oeste americano. 

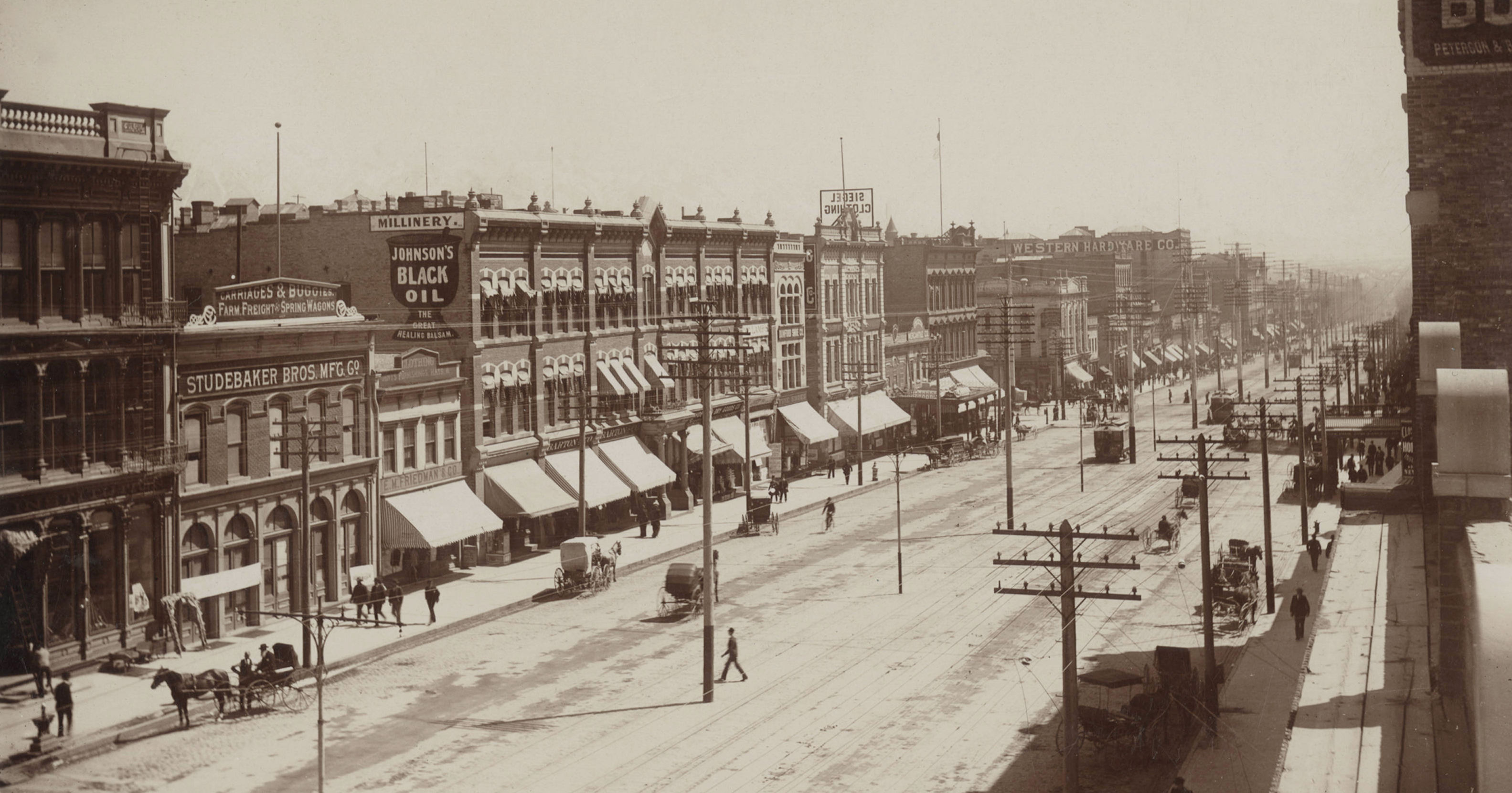
Salt Lake City, 1890.

A Primeira Ferrovia Transcontinental foi concluída em 1869 no lado norte do Great Salt Lake. A ferrovia foi ligado à cidade da Ferrovia Transcontinental, em 1870, encurtando a viagem. A migração em massa dos diferentes grupos seguiram-se no passar dos anos. Ocorreu a forte migração de chineses e descendentes, estabelecendo em Salt Lake, uma Chinatown, que abrigava cerca de 1.800 chineses no início do século XX. As empresas chinesas e residências foram demolidas em 1952. Apesar de um marco histórico nos edifícios, grande parte deles foram substituídos por outros. Os imigrantes também encontraram oportunidades econômicas para as indústrias de mineração em franca expansão. Um templo budista permaneceu no centro de Salt Lake. Durante o século XIX e início do século XX, um sistema extensivo de bondes foi construído e entrou em funcionamento em 1872 e o sistema se tornou elétrico em 1889. Como em qualquer sociedade moderna o bonde foi trocado pelo carro em 1945. O transporte ferroviário foi reintroduzido quando o metrô, foi aberto em 1999.
A população da cidade se estagnou durante o século XX com o crescimento da população deslocada para áreas suburbanas no norte e sul da cidade. Algumas dessas áreas foram anexadas à cidade, enquanto que cidades vizinhas incorporou áreas da capital e expandiram-se. Como resultado, a população da área metropolitana é muito maior do que a de Salt Lake City. Uma das principais preocupações dos funcionários do governo recente foi combater a deterioração do centro da cidade comercial. A cidade perdeu população de 1960 até a década de 1980, mas experimentou certa recuperação nos anos 1990. Atualmente, a cidade está a perder população novamente (se bem que a área metropolitana continua a crescer, assim como pequenas cidades próximas), tendo perdido 2% (estimado) em população desde o ano de 2000. A cidade passou por mudanças demográficas significativas nos últimos anos. Os hispânicos representam atualmente cerca de 22% dos residentes e a cidade tem uma grande comunidade LGBT. Existe também uma grande população insular do Pacífico, principalmente composta de tonganeses. Eles compõem cerca de 1% da população da área do Vale de Salt Lake. Em 1995, Salt Lake City foi escolhida para sediar os Jogos Olímpicos de Inverno de 2002. Os jogos foram marcados pela polêmica da escolha da cidade com a controvérsia. Um escândalo surgiu em 1998, com a comprovação de que a cidade havia subornado vários membros do COI, para ser escolhida como sede do evento. Durante os jogos, outros escândalos surgiram, como o suborno dos juízes da patinação pela máfia russa e vários casos de doping. Apesar disso, os Jogos tiveram lucros e uma das poucas que recentemente tiveram lucro. Para os Jogos a cidade praticamente não precisou construir novas instalações e a que já existiam foram reformadas. O grande desafio era o do transporte e para isso as rodovias existentes foram duplicadas e um sistema metrô foi construído. Salt Lake tem um legado olímpico usado até os dias de hoje sediando eventos esportivos locais, nacionais e internacionais e a formação de atletas olímpicos. O turismo tem aumentado desde os Jogos Olímpicos.
Salt Lake City sediou em 16 eventos em 2007, na arena principal da cidade e em locais ao ar livre, como o Parque da Cidade. o Rotary International escolheu a cidade como sede da sua convenção, em 2007. A Associação de Voleibol realizou uma outra convenção na cidade em 2005, reunindo 39 500 pessoas.

## Geografia

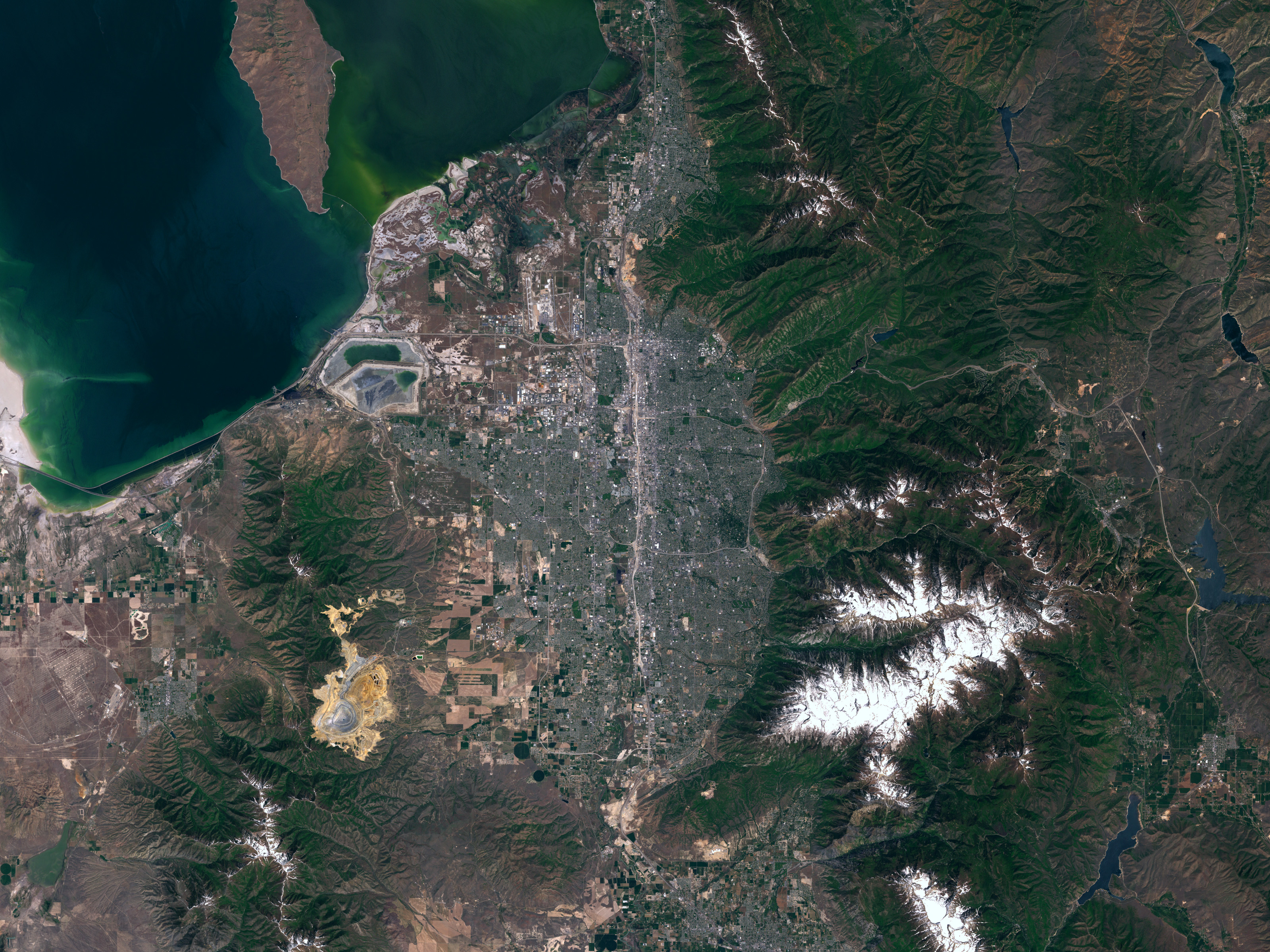
Imagem de satélite do Condado de Salt Lake. Salt Lake City fica na região norte do condado perto do Grande Lago Salgado.

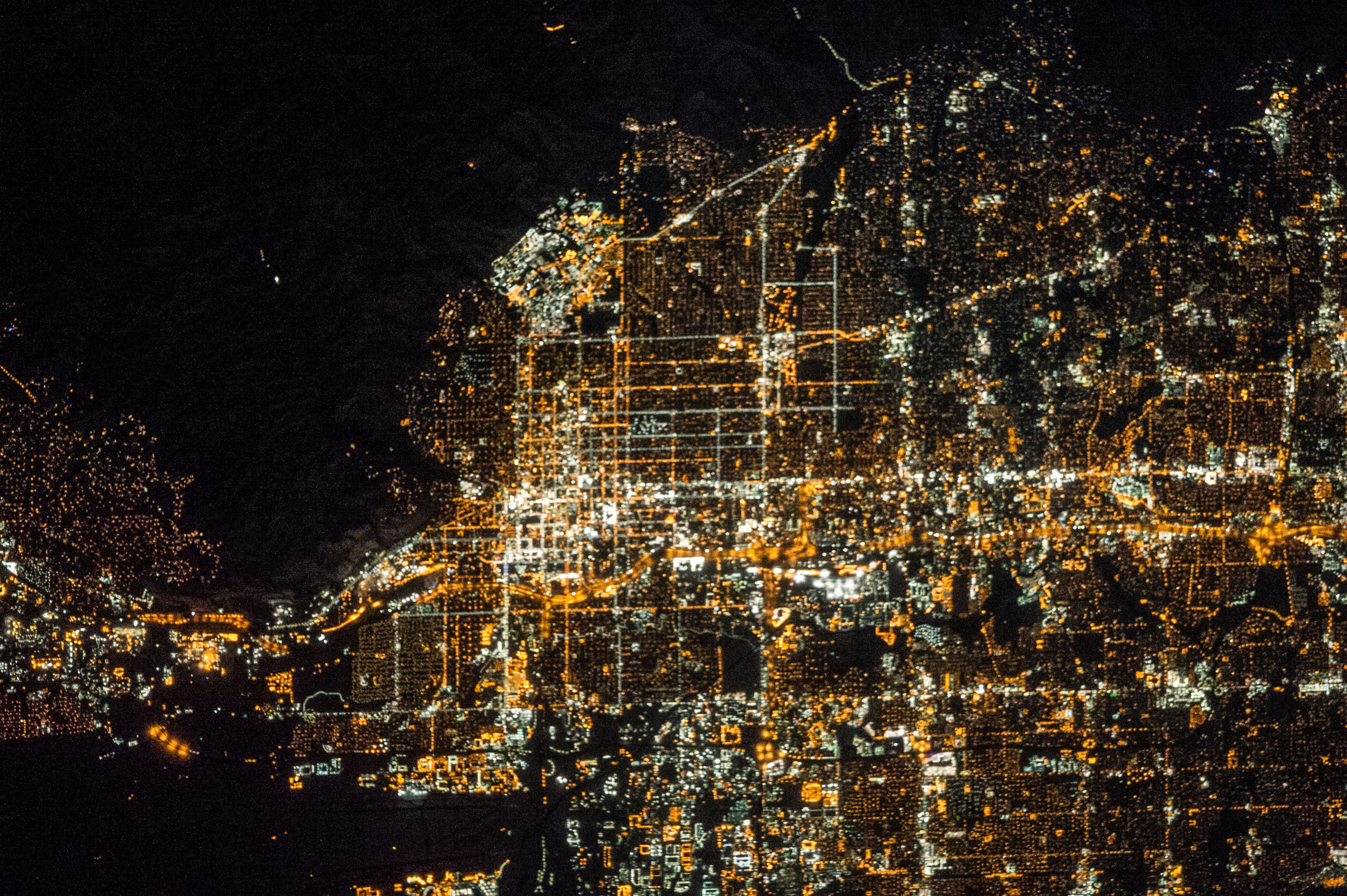
Salt Lake City à noite vista da Estação Espacial Internacional

De acordo com o United States Census Bureau, a cidade tem uma área total de 287 km², dos quais 285,8 km² estão cobertos por terra e 1,2 km² (0,4%) por água. Salt Lake tem uma altitude média de 1 288 m. O ponto mais baixo dentro dos limites da cidade é de 1 280 m, próximo do rio Jordan e do Great Salt Lake, e a altitude mais elevada é Grandview Peak, a 2 868 m.
A cidade está localizada no nordeste do Salt Lake Valley cercado pelo Great Salt Lake a noroeste e as íngremes montanhas Wasatch e Oquirrh sobre as fronteiras leste e oeste, respectivamente. As montanhas do vale foram formadas na era glacial e depois foram vulcanicamente esculpidas. O magma dos vulcões foi separando as porções de terra formando os cânions.
O lago Great Salt Lake localiza-se um pouco longe da região urbana de Salt Lake City, entre a cidade e o lago encontram-se extensos pântanos. O Lago possui um cheiro desagradável proveniente de bactérias que se encontram na parte em que o lago possui água doce. Essas bactérias se aproveitam dos ovos de aves.
A maior montanha visível a partir de Salt Lake City é Twin Peaks, que chega a 3502 m. Twin Peaks está localizada a sudeste de Salt Lake na Falha de Wasatch. A Falha de Wasatch se formou em um terremoto de 7,5 na escala Richter.

### Clima
O clima de Salt Lake City é caracterizado como um clima semi-árido de estepe (segundo a Classificação climática de Köppen) com as quatro estações definidas. Tanto o verão quanto o inverno são as duas estações mais longas. Os verões são quentes e secos e os invernos são frios. A precipitação média da cidade atinge 419 mm por ano. A primavera é a estação mais úmida. Ocorrências de neve são registradas entre a metade do outono e a metade da primavera. A camada de neve não costuma passar 62,7 cm.
A umidade e a precipitação em Salt Lake City é característica de tempestades formadas no Oceano Pacífico. Em cerca de 7 vezes ao ano os lagos da região congelam. Estima-se que cerca de 10% da precipitação anual na cidade pode ser atribuído aos lagos da região. A umidade também tende a vir do Golfo da Califórnia.
Salt Lake City apresenta grandes variações de temperatura entre as estações. Durante o verão, há uma média de 56 dias por ano com temperaturas superiores a 32 °C, 23 dias, pelo menos, 35 °C, e 5 dias de 38 °C. Nos invernos a temperatura fica geralmente abaixo de zero. Há uma média de que ao menos 26 dias ao ano possuem temperaturas que chegam a zero ou abaixo de zero. A temperatura recorde da cidade é de 42 °C, o que ocorreu em 26 de julho de 1960 e novamente em 13 de julho de 2002, enquanto a baixa recorde é de -34 °C, que ocorreu em 9 de fevereiro de 1933.
| Médias meteorológicas para Salt Lake City                                                          | Médias meteorológicas para Salt Lake City | Médias meteorológicas para Salt Lake City | Médias meteorológicas para Salt Lake City | Médias meteorológicas para Salt Lake City | Médias meteorológicas para Salt Lake City | Médias meteorológicas para Salt Lake City | Médias meteorológicas para Salt Lake City | Médias meteorológicas para Salt Lake City | Médias meteorológicas para Salt Lake City | Médias meteorológicas para Salt Lake City | Médias meteorológicas para Salt Lake City | Médias meteorológicas para Salt Lake City | Médias meteorológicas para Salt Lake City |
| Mês                                                                                                | Jan                                       | Fev                                       | Mar                                       | Abr                                       | Mai                                       | Jun                                       | Jul                                       | Ago                                       | Set                                       | Out                                       | Nov                                       | Dez                                       | Ano                                       |
| -------------------------------------------------------------------------------------------------- | ----------------------------------------- | ----------------------------------------- | ----------------------------------------- | ----------------------------------------- | ----------------------------------------- | ----------------------------------------- | ----------------------------------------- | ----------------------------------------- | ----------------------------------------- | ----------------------------------------- | ----------------------------------------- | ----------------------------------------- | ----------------------------------------- |
| Alta recorde °F (°C)                                                                               | 63 (17)                                   | 69 (21)                                   | 78 (26)                                   | 89 (32)                                   | 99 (37)                                   | 104 (40)                                  | 107 (42)                                  | 106 (41)                                  | 100 (38)                                  | 89 (32)                                   | 75 (24)                                   | 69 (21)                                   | 107 (42)                                  |
| Média alta °F (°C)                                                                                 | 36 (2)                                    | 44 (7)                                    | 52 (11)                                   | 61 (16)                                   | 71 (22)                                   | 82 (28)                                   | 91 (33)                                   | 89 (32)                                   | 78 (26)                                   | 64 (18)                                   | 49 (9)                                    | 38 (3)                                    | 63 (17)                                   |
| Média baixa °F (°C)                                                                                | 19 (-7)                                   | 25 (-4)                                   | 31 (-1)                                   | 38 (3)                                    | 46 (8)                                    | 55 (13)                                   | 63 (17)                                   | 62 (17)                                   | 51 (11)                                   | 40 (4)                                    | 30 (-1)                                   | 22 (-6)                                   | 41 (5)                                    |
| Baixa recorde °F (°C)                                                                              | -22 (-30)                                 | -30 (-34)                                 | 2 (-17)                                   | 14 (-10)                                  | 25 (-4)                                   | 35 (2)                                    | 40 (4)                                    | 37 (3)                                    | 27 (-3)                                   | 16 (-9)                                   | -14 (-26)                                 | -21 (-29)                                 | −30 (−34)                                 |
| Precipitação polegadas (mm)                                                                        | 1.37 (34.8)                               | 1.33 (33.8)                               | 1.91 (48.5)                               | 2.02 (51.3)                               | 2.09 (53.1)                               | 0.77 (19.6)                               | 0.72 (18.3)                               | 0.76 (19.3)                               | 1.33 (33.8)                               | 1.57 (39.9)                               | 1.40 (35.6)                               | 1.23 (31.2)                               | 16,50 (419,1)                             |
| Neve polegadas (mm)                                                                                | 14.5 (368.3)                              | 10.2 (259.1)                              | 9.2 (233.7)                               | 5.7 (144.8)                               | 0.7 (17.8)                                | 0 (0)                                     | 0 (0)                                     | 0 (0)                                     | 0.2 (5.1)                                 | 2.1 (53.3)                                | 7.9 (200.7)                               | 12.2 (309.9)                              | 62,7 (1 592,6)                            |
| Fonte: http://www.climate-zone.com/climate/united-states/utah/salt-lake-city/ 14 de agosto de 2009 |                                           |                                           |                                           |                                           |                                           |                                           |                                           |                                           |                                           |                                           |                                           |                                           |                                           |

## Demografia
Desde 1900, o crescimento populacional médio, a cada dez anos, é de 13,2%.

### Censo 2020
Segundo o censo nacional de 2020, a sua população é de 199 723 habitantes e sua densidade populacional é de 698,9 hab/km². Seu crescimento populacional na última década foi de 7,1%, bem abaixo do crescimento estadual de 18,4%. É a cidade mais populosa do estado e a 122ª mais populosa do país.
Possui 92 169 residências que resulta em uma densidade de 322,5 residências/km² e um aumento de 14,2% em relação ao censo anterior. Deste total, 8,5% das unidades habitacionais estão desocupadas. A média de ocupação é de 2,4 pessoas por residência.

### Censo 2000
- Distribuição em 2000: 84% urbana; 16% rural
- Densidade demográfica: 1 166,1 hab/km²
- População metropolitana: 2 298 915

No censo de 2000 havia 181 743 pessoas (contra 159 936 em 1990) e 71 461 famílias residentes na cidade. Isto equivale a 8,1% da população do Utah, 20,2% da população do Condado de Salt Lake, e 13,6% da população metropolitana de Salt Lake. Salt Lake City abrange 14,2% de Salt Lake County. Salt Lake City é mais densamente povoada do que a área metropolitana, com uma densidade populacional de 1 166,3 hab/km². Existem 77 054 unidades habitacionais em uma densidade média de 706,4/sq mi (272,7/km²).
A área metropolitana, que incluiu Salt Lake, e os condados de Davis e Weber, tinha uma população de 226 229 em 2000, um aumento de 24,4% ao longo de 1990 de 1 072 227. Desde o censo de 2000, o Census Bureau acrescentou Cimeira e Tooele à área metropolitana de Salt Lake City mas removeu Davis e Weber. Juntamente com Provo, que fica a sul, tem uma população combinada superior a 2 milhões de habitantes.
A composição étnica da cidade é 79,20% brancos, 1,89% afro-americanos, 1,34% indígenas americanos, 3,62% asiáticos, 1,89% das ilhas do Pacífico, 8,52% de outras etnias, e 3,54% mestiços. 18,85% da população é hispânica ou latino-americanos.
Na cidade, 23,6% dos habitantes possuem idade inferior a 18 anos. 15,2% da população são pessoas com idade entre 18 e 24 anos, além de 33,4% com idade de 25 a 44 anos. Pessoas com idade entre 45 a 64 anos representam 16,7 da população residente na cidade enquanto os 11% restante são pessoas acima de 65 anos de idade. A idade mediana na cidade é de 30 anos. Para cada 100 mulheres, há 102,6 homens. Para cada 100 mulheres de 18 anos ou mais, existem 101,2 homens. A renda mediana para uma casa na cidade é 36 944 dólares, e a renda mediana para uma família é 45 140 dólares. Os homens têm uma renda mediana de 31 511 dólares contra 26 403 para o sexo feminino. A renda per capita da cidade é de 20 752 dólares. 15,3% da população e 10,4% das famílias estão abaixo da linha da pobreza. Fora da população total, 18,7% daqueles com idade inferior a 18 e 8,5% das pessoas com mais de 65 anos estão vivendo abaixo da linha da pobreza.
Menos de 50% dos residentes da área urbana de Salt Lake City são membros de A Igreja de Jesus Cristo dos Santos dos Últimos Dias. Esta é uma proporção muito menor comparada à área rural da cidade, onde os membros SUD compõem cerca de 62% da população.
Imigrantes latino-americanos, principalmente mexicanos, guatemaltecos e brasileiros, vivem principalmente nas regiões norte e centro-norte da cidade. A região norte é predominantemente de língua espanhola, onde as crianças latinas representam 60% das crianças de escolas públicas. Além de latinos, é comum encontrar nessas duas regiões bósnios, sudaneses e refugiados russos que se instalaram na cidade com os programas do governo de proteção a refugiados. A grande população insular do Pacífico, de Samoa e Tonga, principalmente, também está centrada na região, principalmente na área do Parque de Rose, Glendale e setores Poplar Grove. A maioria dos imigrantes asiáticos e das Ilhas do Pacífico em Salt Lake City são membros da Igreja SUD.

### Religião

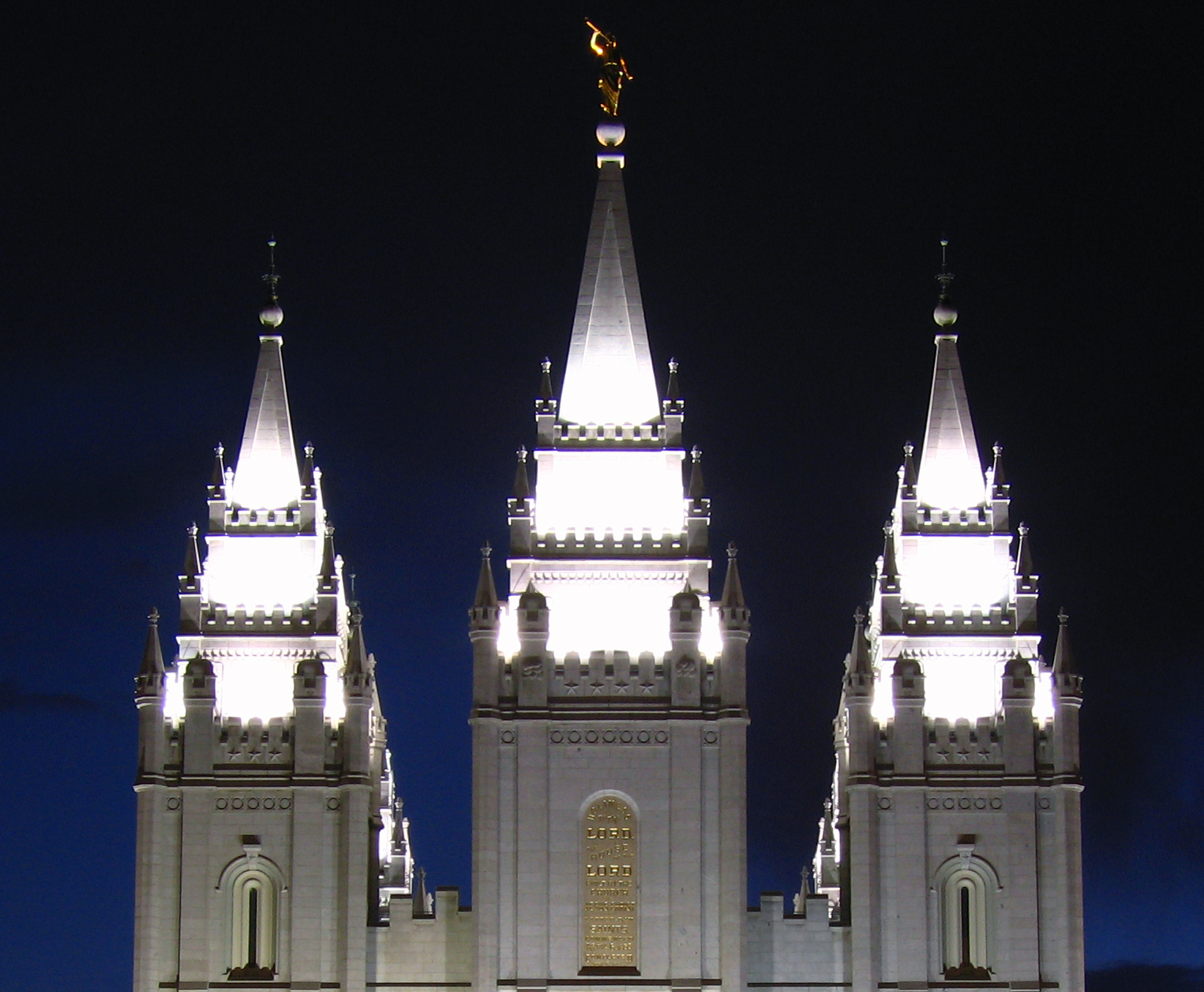
O Templo de Salt Lake.

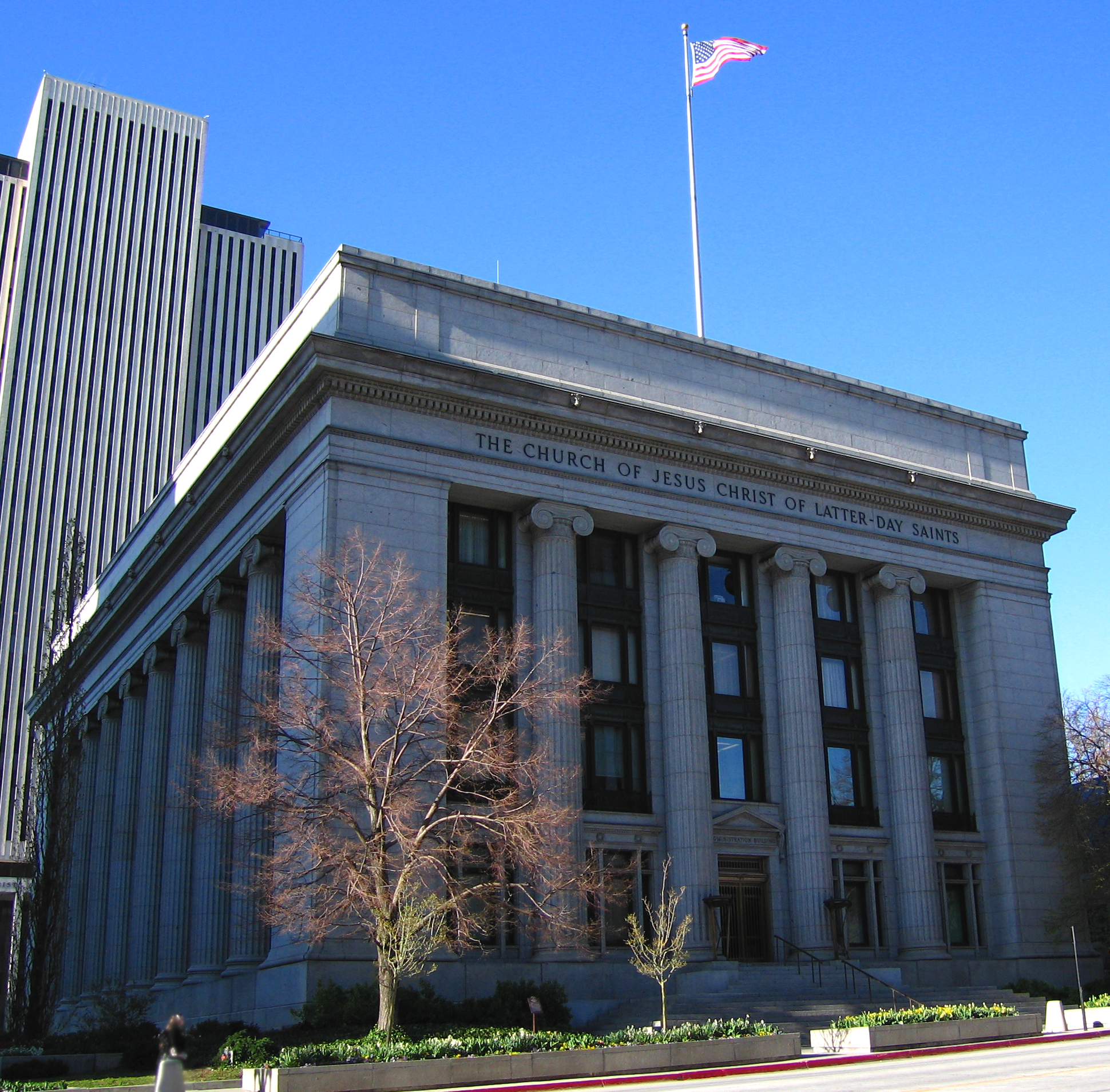
Edifício de Administração de A Igreja de Jesus Cristo dos Santos dos Últimos Dias

A maioria dos habitantes de Salt Lake City são membros de A Igreja de Jesus Cristo dos Santos dos Últimos Dias, conhecidos como mórmons ou SUDs. A partir de 2007, o percentual de membros de A Igreja de Jesus Cristo dos Santos dos Últimos Dias foi 58% da população da cidade. As áreas rurais da cidade tendem a ser esmagadoramente mórmons. Embora a Igreja de Jesus Cristo dos Santos dos Últimos dias oficialmente mantenha uma política de neutralidade em relação aos partidos políticos, a doutrina da Igreja tem uma forte influência sobre a política regional. Historicamente, a maioria dos legisladores de Salt Lake City são membros desta igreja. Pode-se observar também que a taxa de natalidade de Salt Lake City é 25% superior à média nacional, a mais elevada. Os mórmons tendem a ter visões conservadoras quando se trata de questões políticas.
Outras igrejas e religiões podem sem encontradas na cidade, em menor número. Muito dos não-religiosos são de descendência mórmon. Existe também uma população católica e protestante em crescimento. O número de católicos e protestantes é atualmente relativamente pequeno.
Percentagem da população por afiliação religiosa:
1. Mórmons: 76,3%
2. Cristãos Católicos: 9,5%
3. Cristãos Protestantes (Batistas, Luteranos, Metodistas, Episcopais e Presbiterianos): 2,9%
4. Cristãos Pentecostais: 0,8%
5. Judeus: 0.1%
6. Islâmicos: 0.5%
7. Religiões Orientais: 0.5%

## Cultura e sociedade

### Museus e artes

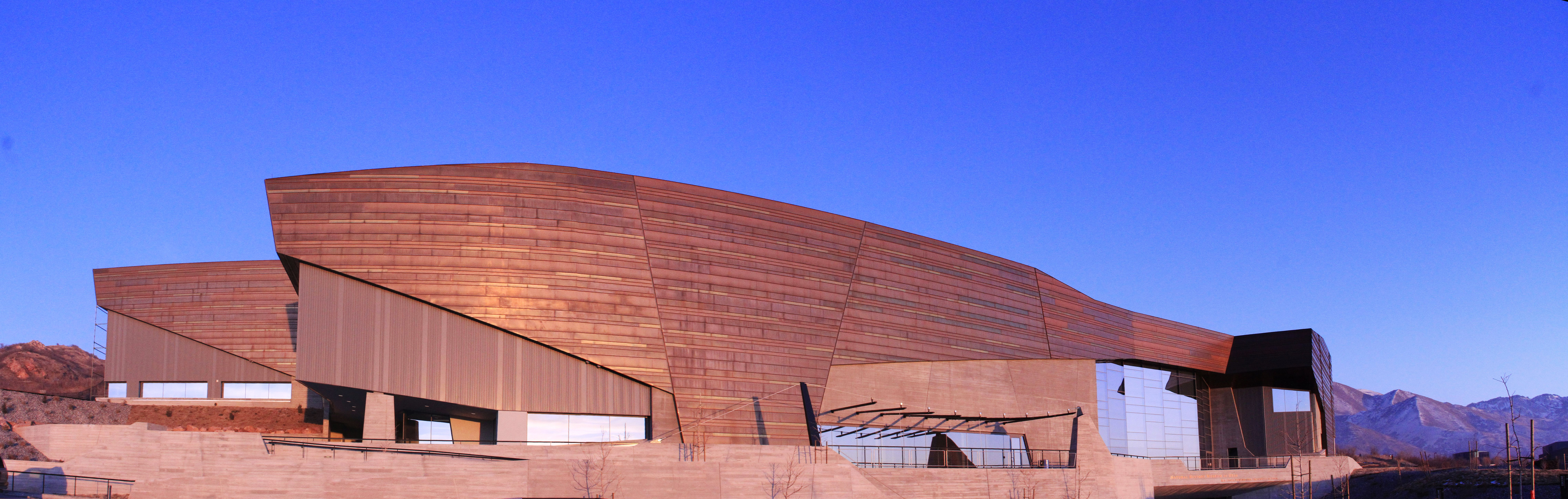
Museu de História Natural de Utah.

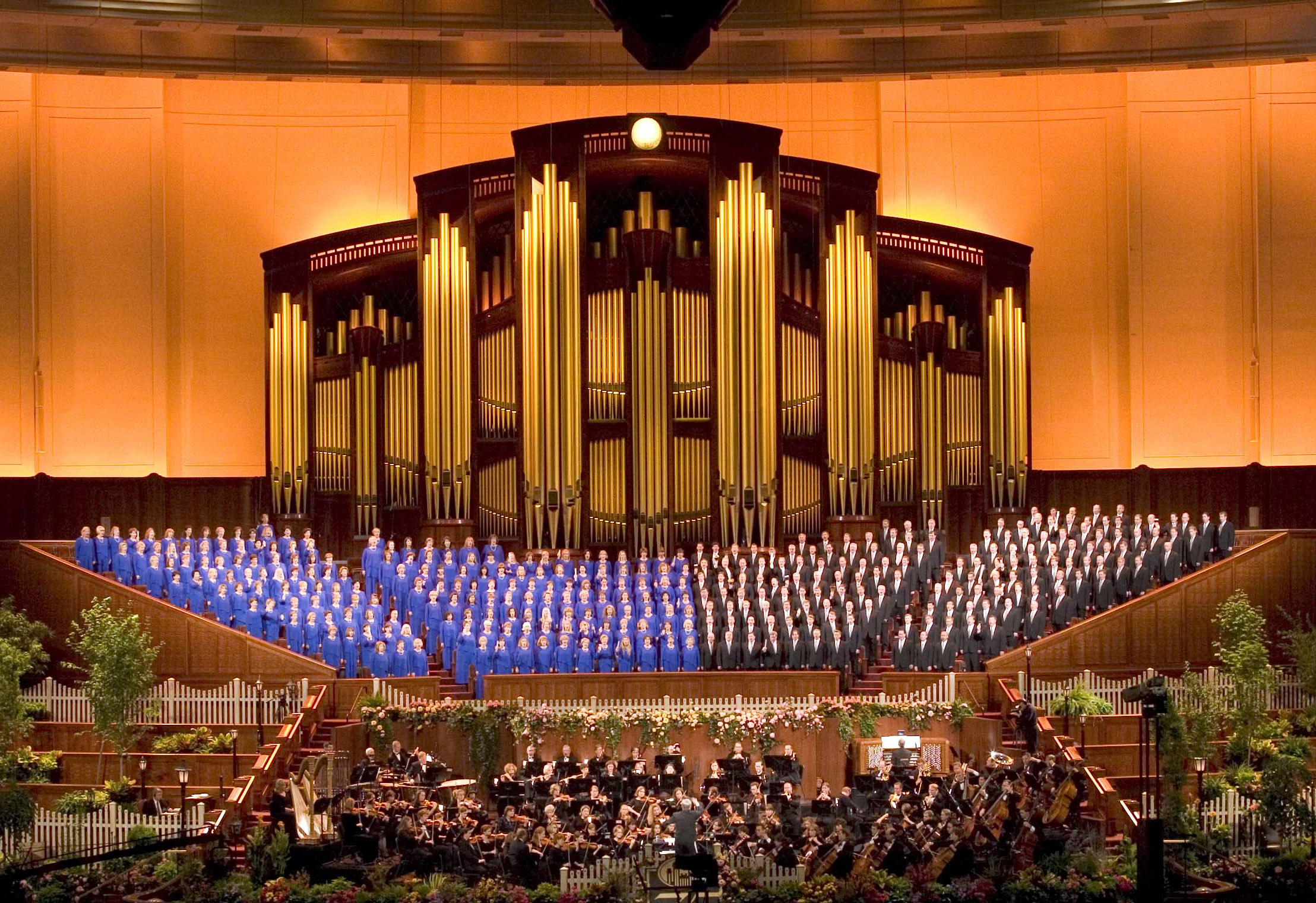
O Coro do Tabernáculo Mórmon e a Orquestra da Praça do Templo no Centro de Conferências.

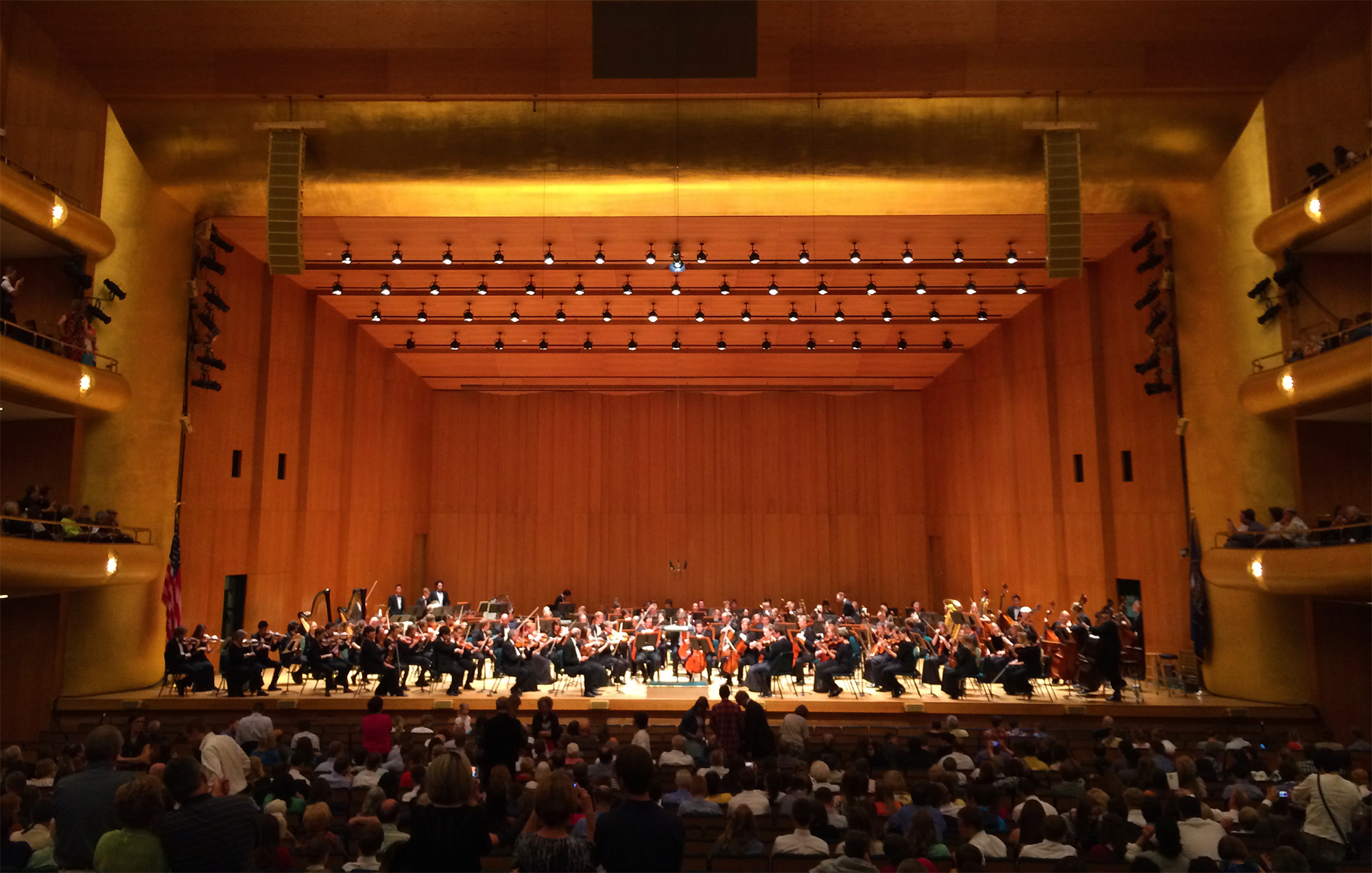
A Sinfônica de Utah em Abravanel Hall.

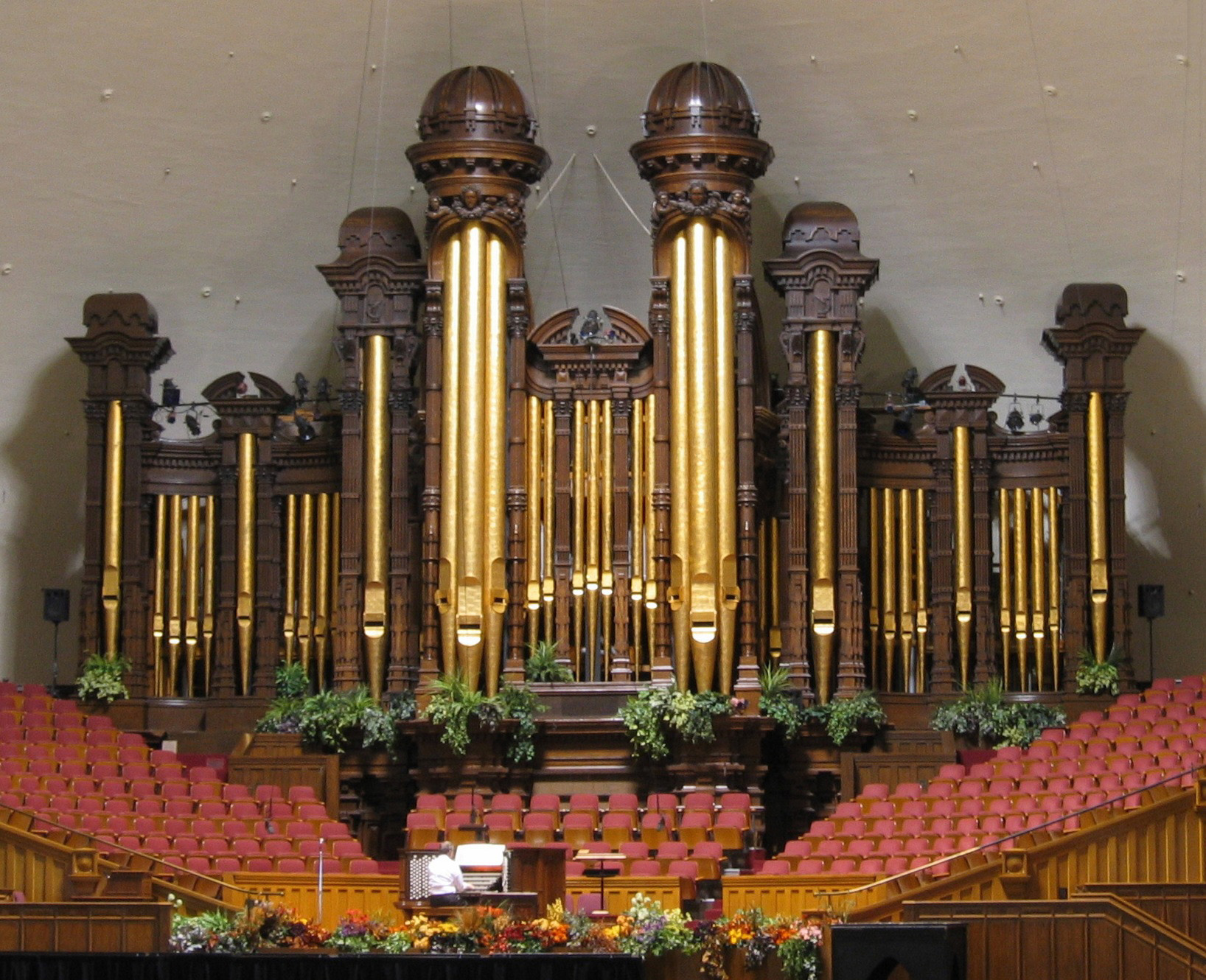
O órgão musical histórico do Tabernáculo Mórmon.

Salt Lake é o lar de diversos museus. Próximo da Praça do Templo de Salt Lake encontramos o Museu de História da Igreja Mórmon. Operado por A Igreja de Jesus Cristo dos Santos dos Últimos Dias, o museu contém coleções de artefatos, documentos, arte, fotografias, ferramentas, vestuário e mobiliário da história da Igreja Mórmon, que mede quase dois séculos.
O campus da Universidade de Utah é a casa do Utah Museum of Fine Arts, bem como o Museu de História Natural de Utah. Ao oeste da universidade, localizado no distrito Gateway, perto do centro, está o Planetário Clark, que também abriga um teatro com acomodações para 350 pessoas. Também no Distrito Gateway é encontrado o museu da criança, administrado pelo conselho municipal de cultura e uma das principais atrações turísticas e culturais da cidade.
Outros museus nos limites urbanos incluem a Utah State Historical Society, Daughters of Utah Pioneers Memorial Museum, Fort Douglas Museu Militar e o Fundo Social Municipal Heritage Museum.
Em 5 de dezembro de 2007, a Câmara de Salt Lake anunciou que uma região ao sul de Salt Lake, em direção a St. George e nos limites com a cidade vizinha de Murray, está cogitada para receber um novo centro de artes, com adaptações para deficientes auditivos. Isto incluirá renovações de dois teatros já localizados na área, bem como um novo teatro com capacidade para 2.400 pessoas, além do aumento do espaço para galerias e artistas. A abertura das novas instalações está prevista para coincidir com a abertura do Creek City Center em 2011. O local do teatro, de 81,5 milhões dólares, foi oficialmente revelado e as tentativas de obter financiamento já começaram. No entanto, os planos para o teatro têm estado sob fortes críticas, especialmente nas proximidades dos teatros menores que hospedam galerias de menor porte, que são alvos de excursões.

### Artes performáticas
Salt Lake City oferece muitos locais, tanto para profissionais e amadores de teatro. A cidade atrai muitos viajantes que realizam espectáculos no centro histórico da Capital. Profissionais da própria cidade ou de empresas que atuam no local oferecem atrações gratuitas para moradores da cidade aos fins de semana. As companhias culturais na cidade são notórias, e incluem a Pioneer Theatre Company, Salt Lake Acting Company, Hale Center Theater, e Plano B Theatre Company.
Salt Lake City é a casa do Coro do Tabernáculo Mórmon, fundado em 1847. O Coro possui um programa semanal, chamado Music and the Spoken Word e é a mais longa rede de transmissão contínua em todo o mundo. Salt Lake City é também a casa da Orquestra Sinfônica de Utah, que foi fundada em 1940 por Maurice Abravanel e se tornou amplamente conhecido. Seu diretor atual é Terry Fischer. O local original das apresentações da orquestra era o Tabernáculo de Salt Lake, mas desde a década de 1990 está sendo realizado no Abravanel Hall, no centro da cidade. Salt Lake City também abriga o premiado Children's Choir e o Coro Infantil de Salt Lake. O coral infantil foi criado em 1979 e é dirigido por Ralph B. Woodward.
A Universidade de Utah é o lar de dois departamentos de dança altamente classificados e reconhecidos: O Departamento de Ballet e o Departamento de Dança Moderna. Companhias de dança profissional em Salt Lake City incluem o Oeste, Rire Woodbury Dance Company e Dance Repertory Theatre.

### Artes musicais e Cinematográficas

#### Sundance Film Festival

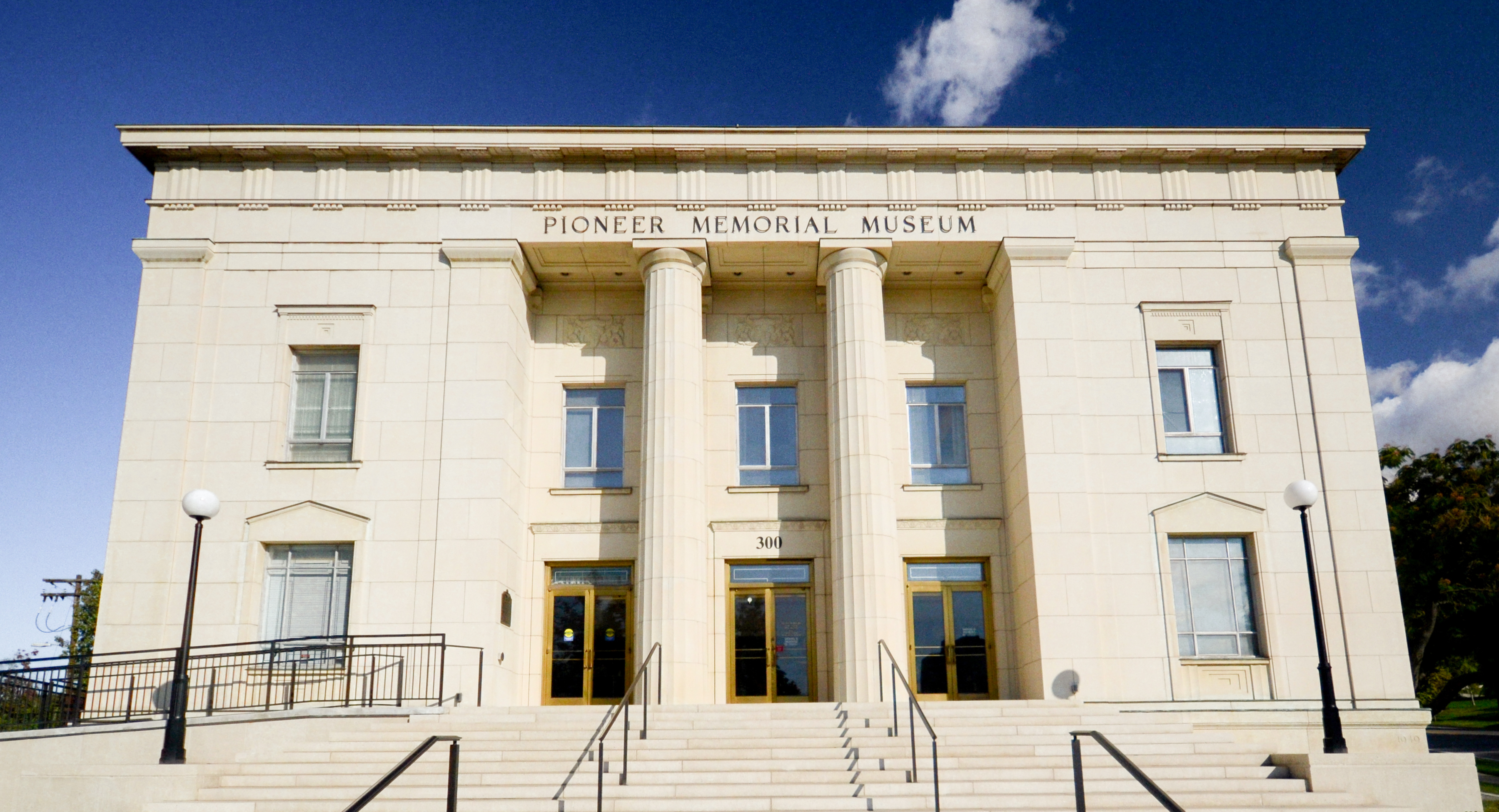
Museu Memorial dos Pioneiros Mórmon.

Salt Lake City também abriga porções do Sundance Film Festival. O festival, que é realizado anualmente, traz muitos ícones culturais, estrelas de cinema, celebridades e milhares de cinéfilos para ver o maior festival de cinema independente nos Estados Unidos. A sede do evento está nas proximidades do Park City.

#### Musicais
A cidade tem uma cena musical local dominado pelos blues, rock and roll, punk, e os grupos de emo. Há também muitos clubes que oferecem espaços musicais. Grupos populares ou pessoas que começaram na área de Wasatch Front ou foram criados e influenciados por ele incluem The Almost, The Brobecks, Meg e Dia, Josh Rosenthal e The Used.
Em 2004, mais de 200 bandas apresentadas faixas para uma compilação de um zine de música local, SLUG ("Salt Lake Underground").O de 18 anos livre zine mensal aparadas as submissões para 59 seleções com diversos tipos de música como o hip-hop, jazz, jazz-rock, punk, e uma variedade de rock and roll.

#### Filmes e programas de televisão
Muitos filmes, vídeos de música, comerciais e programas de TV foram registrados na área metropolitana de Salt Lake. Eles incluem: SLC Punk!, Touched by an Angel, Everwood, Big Love, "Bonneville", Dawn of the Dead, Drive Me Crazy, Forever Strong, High School Musical, High School Musical 2, High School Musical 3: Senior Year, Legally Blonde 2: Red, White & Blonde, Unaccompanied Minors, Dumb and Dumber, Halloween 4: The Return of Michael Myers, Halloween 5: The Revenge of Michael Myers, Halloween: The Curse of Michael Myers, Dia da Independência, Poolhall Junkies, The Brown Bunny, The World's Fastest Indian, The Way of the Gun, o Carnival of Souls, The Amazing Race 8, e de The Postal Service "Such Great Heights". Em 2006, foi revelado que Dan Brown, autor de O Código DaVinci, estava na cidade estudando os símbolos do Templo mórmon de Salt Lake e o Templo Maçônico, entre outros prédios históricos, para inclusão em um próximo livro.

#### Mídia

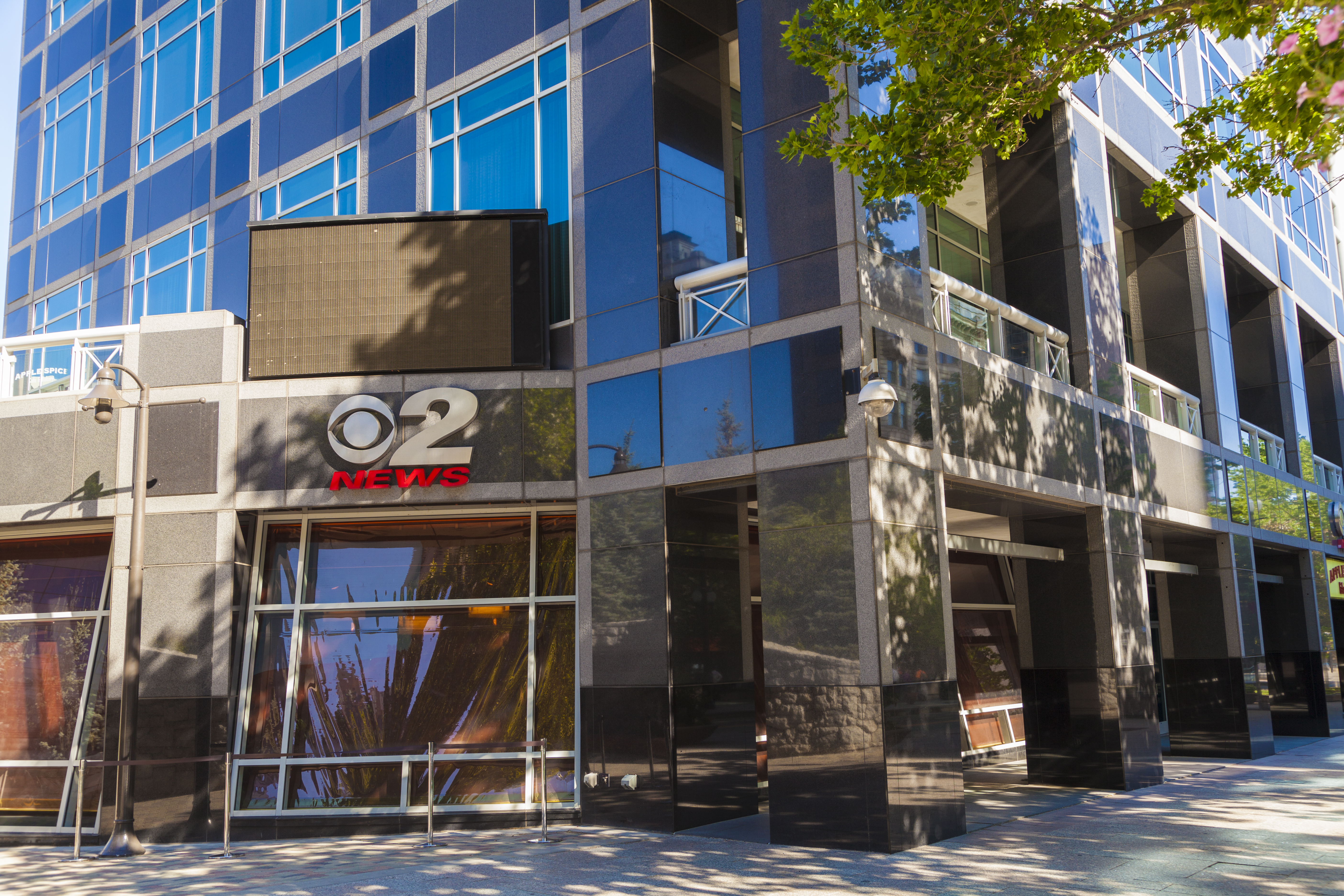
Estúdios da KUTV no prédio Wells Fargo Center em Salt Lake City, Utah.

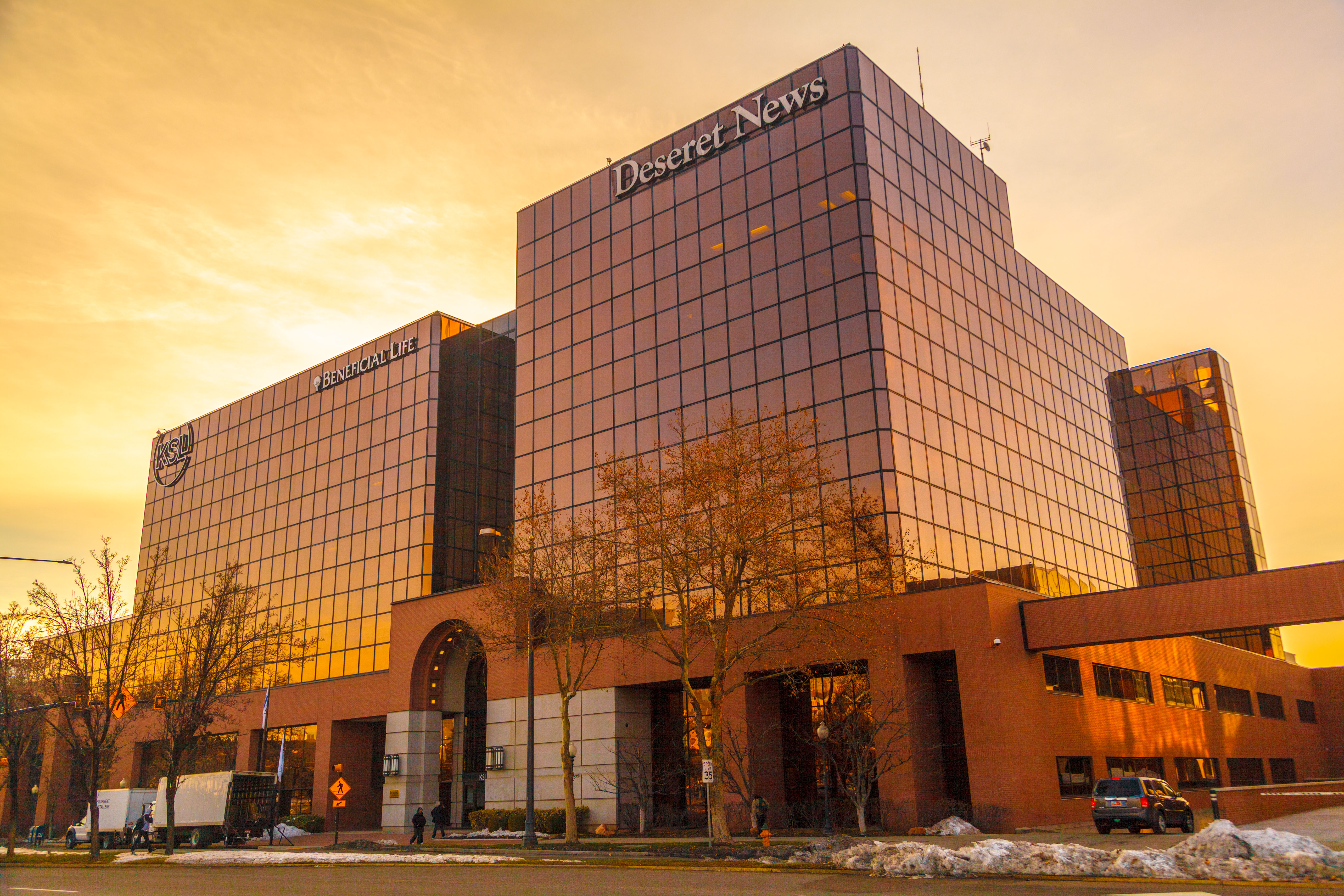
O Triad Center é a sede do jornal Deseret News e KSL-TV.

Salt Lake City tem muitos e diversos meios de comunicação. A maioria dos principais meios de comunicação da televisão e estações de rádio são baseados na cidade ou perto dela. A área metropolitana de Salt Lake City é classificada como a maior em telecomunicações nos Estados Unidos
A mídia de impressão incluem dois grandes jornais diários, The Salt Lake Tribune e o Deseret Morning News. Outras publicações mais especializadas incluem Salt Lake City Weekly, Nuestro Mundo, da comunidade de língua espanhola, e QSaltLake, especializado para a comunidade LGBT. Há uma série de revistas locais, tais como Wasatch Journal (uma revista trimestral que cobre artes e cultura do Utah), Utah Homes & Garden, Salt Lake Magazine (uma revista de estilo de vida bimestral), catalisador Magazine (uma revista mensal de saúde ambiental, revista de artes e política), e Salt Lake Underground (Slug), uma revista de música alternativa.
KTVX é assinado no ar como a estação de televisão de Utah, em 1947, primeiro sob a W6SIX indicativo experimental. KTVX é a estação de televisão mais antiga da cidade e a terceira mais antiga do oeste do Mississipi. É a filial do ABC atual. KSL-TV, afiliada da NBC, tem estúdios no centro da cidade, no complexo de escritórios Triad Center. KSL é operado por uma empresa detida pela Igreja de Jesus Cristo dos Santos do Últimos Dias. KUTV é afiliada da CBS. KSTU é afiliada da Fox. KUCW é a filial do CW e parte de um duopólio com KTVX.
Salt Lake City se tornou um caso de saturação do mercado FM, não se pode passar por mais de cerca de dois a frequência de um sintonizador de rádio FM antes de encontrar uma outra estação de radiodifusão. Uma variedade de empresas, notadamente Millcreek Radiodifusão e Simmons Media, construíram torres de transmissão na Humpy Peak Uinta nas montanhas a leste. Essas torres permitem frequências atribuídas à comunidades residentes nas montanha próximas das montanhas rochosas.
Salt Lake City começou a hospedar seus próprios eventos nos últimos anos, mais notavelmente o Friday Night Flicks, filmes gratuitos nos parques da cidade.
No Dream Theater Salt Lake City Show, o governador Jon Huntsman, Jr. assinou uma proclamação fazendo de 30 de julho de 2007 o "Dream Theater Day", no estado de Utah.

### Eventos

#### Jogos Olímpicos de Inverno de 2002

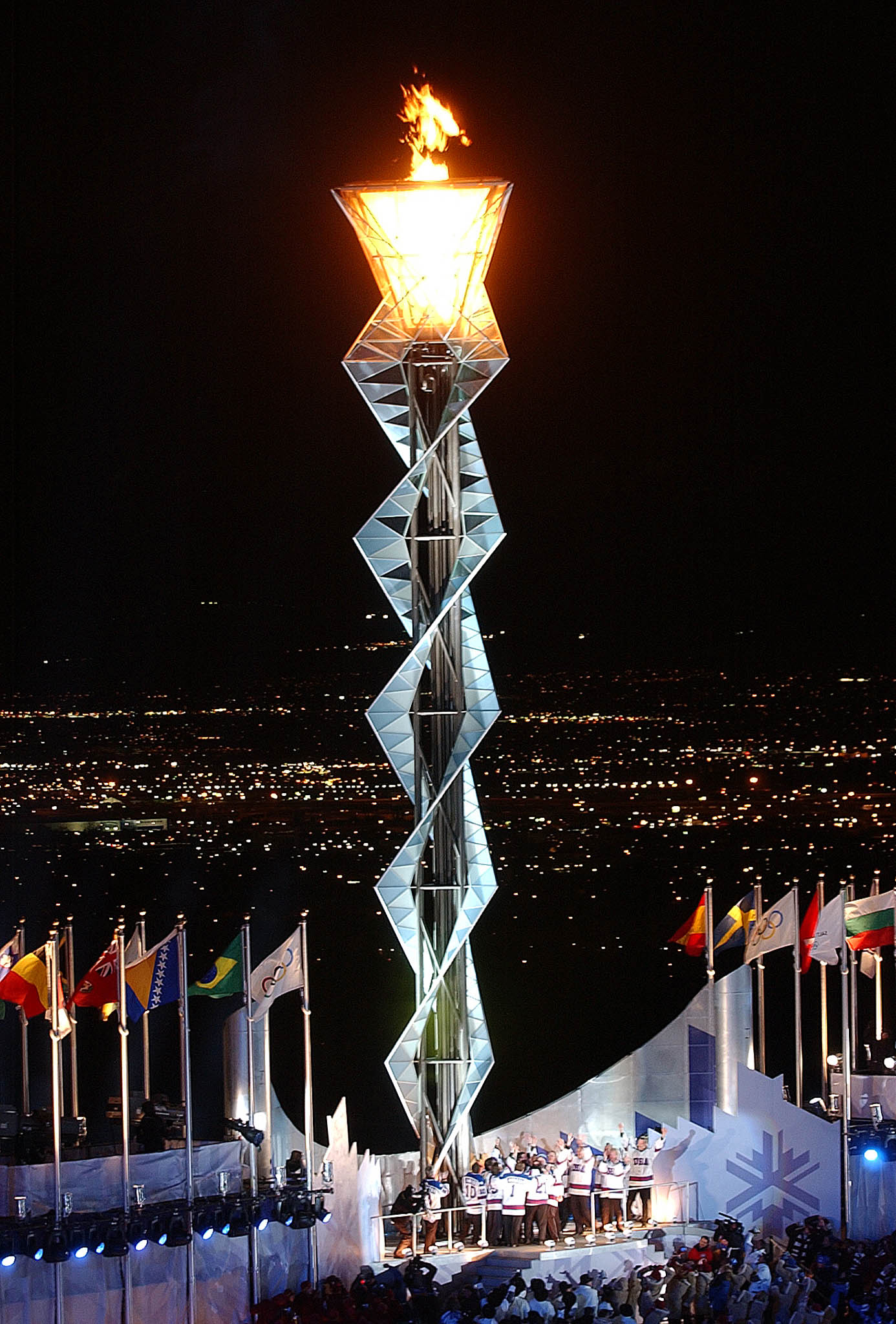
Chama olímpica no estádio Rice-Eccles. Salt Lake City sediou os Jogos Olímpicos de Inverno de 2002.

Salt Lake City foi a anfitriã dos Jogos Olímpicos de Inverno de 2002. Até 2002, Salt Lake City foi a área mais populosa a realizar uns jogos olímpicos de inverno. O evento colocou Salt Lake City no centro das atenções internacionais e é considerado por muitos como sendo um dos Jogos Olímpicos de Inverno de maior sucesso.

#### Pioneer Day e outros festivais
Embora a cidade é frequentemente estereotipada como uma cidade predominantemente mórmon, é culturalmente e religiosamente diversa. A cidade é o local de muitas atividades culturais. A principal delas, é o feriado estadual Pioneer Day, em 24 de julho, aniversário da entrada dos pioneiros mórmons no Vale de Salt Lake. É comemorado a cada ano com uma semana de atividades, incluindo um desfile de crianças, um desfile de cavalos, a manchete de 47 Days Parade (uma das maiores paradas nos Estados Unidos), um rodeio, fogos de artifício e um grande show no Liberty Park. A primeira noite é realizada em New Year's Eve, onde ocorre uma festa familiar, enfatizando entretenimento amigável e atividades realizadas no Rice-Eccles Stadium, na Universidade de Utah e em praças, onde culmina com uma queima de fogos à meia-noite.
O festival grego, realizado no fim de semana após o Dia do Trabalho, celebra a herança grega de Utah e está localizado no centro da cidade, na Igreja Ortodoxa Grega. O evento, que é realizado por três dias, inclui música grega, grupos de dança, passeios, estandes, divulgação da cultura ortodoxa grega e um grande buffet. Geralmente, nesse evento, comparecem de 35.000 a 50 000 pessoas, vindas também de outros estados americanos, como Nevada, Arizona, Califórnia e Colorado.
O Festival de Artes de Utah tem sido realizado anualmente desde 1977 com uma assistência média de 80.000 espectadores. Cerca de 130 estandes estão disponíveis para os artistas visuais e existem cinco salas de espectáculos músicos.

## Esportes

### Basquete

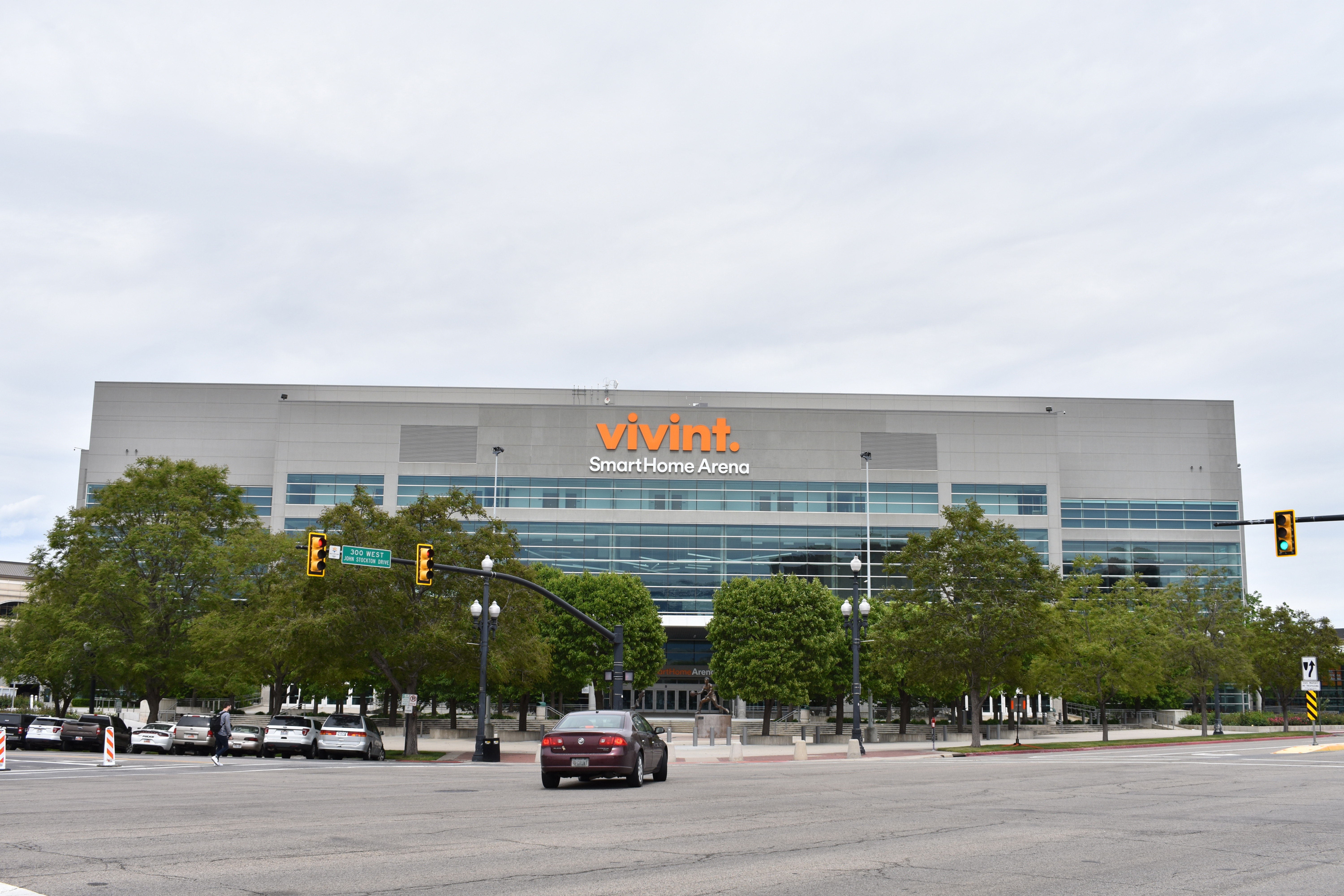
Vivint Arena, casa do Utah Jazz desde 1991.

Salt Lake City é a casa do Utah Jazz, da National Basketball Association (NBA), que se mudou de Nova Orleães em 1979 para jogar seus jogos na Vivint Arena. Eles são o único clube de um dos quatro principais ligas profissionais de nível esportes no Estado e têm sido uma das equipes mais bem sucedidas na temporada regular durante os últimos 25 anos, fazendo as eliminatórias em 22 deles.
O Utah Jazz já esteve em boas colocações no campeonato, chegando a ser campeão da antiga divisão noroeste uma vez (1979), da atual divisão noroeste duas vezes (2006-2007 e 2007-2008) e da Conferência Oeste outras duas vezes (1997 e 1998).
Um dos seus principais ídolos é Karl Malone.

### Futebol

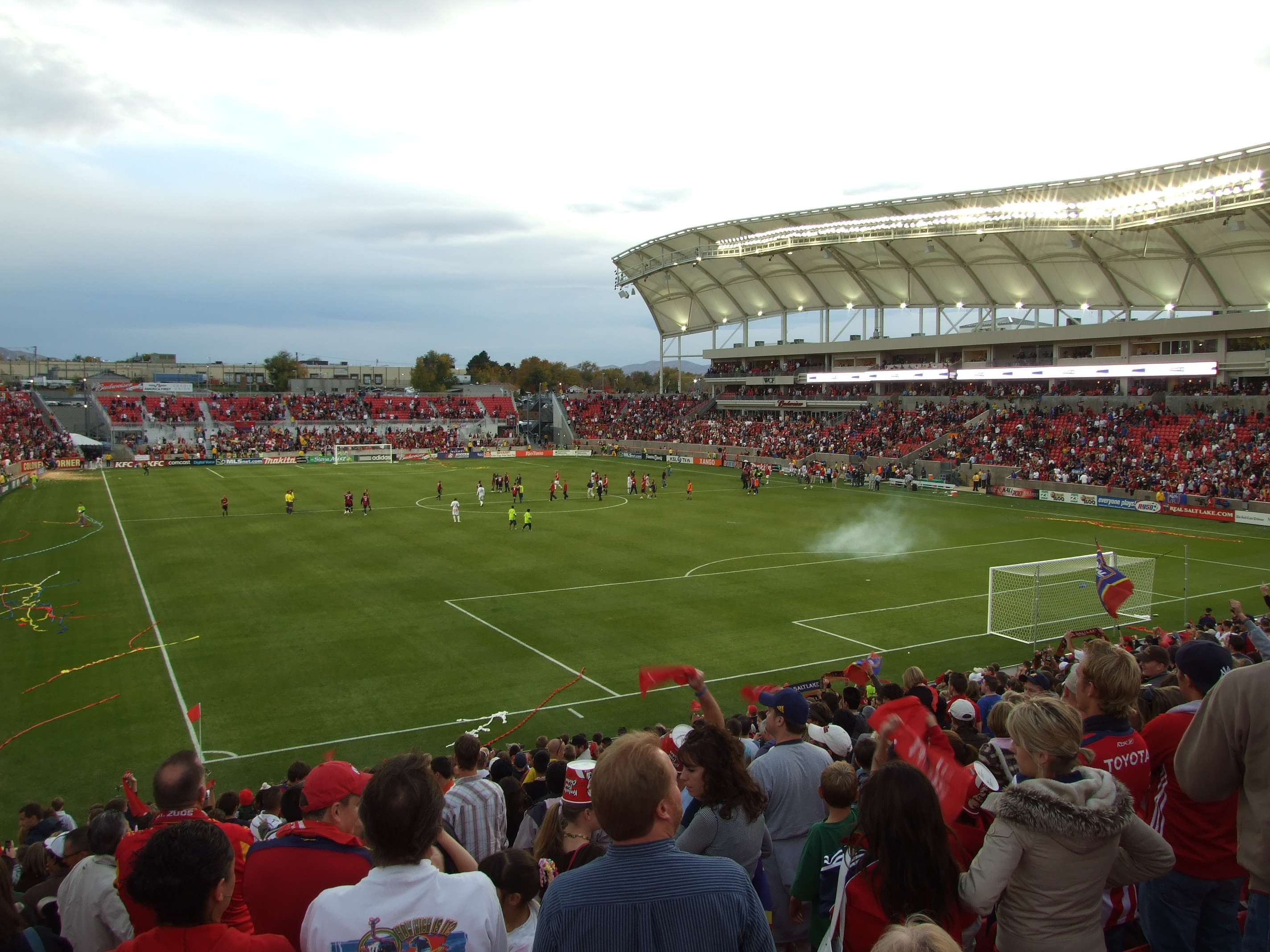
Rio Tinto Stadium, casa do Real Salt Lake

O principal clube de futebol da cidade, Real Salt Lake, foi fundado em 2004 e acrescentado a Major League Soccer em 2005. Foi  inicialmente jogando no Rice Eccles Stadium, na Universidade de Utah.
O seu estádio, Rio Tinto, foi concluído em 2008 na cidade de Sandy,próxima a Salt Lake City, depois de passar por quase 2 anos de dificuldades de financiamento e controvérsia. O estádio tem capacidade para 20.000 pessoas e também foi palco de vários jogos de futebol internacional, com os Estados Unidos como a equipe da casa (devido ao apoio partidário ao jogar as equipes latino-americanas).
O Real Salt Lake chegou ao seu auge nas últimas temporadas, sendo campeão da MLS Cup em 2009, Vice-Campeão da MLS Cup em 2013 e Vice campeão da Liga dos Campeões da CONCACAF na temporada 2010-2011.
Seus principais ídolos são Jason Kreis e Kyle Beckerman.

### Baseball

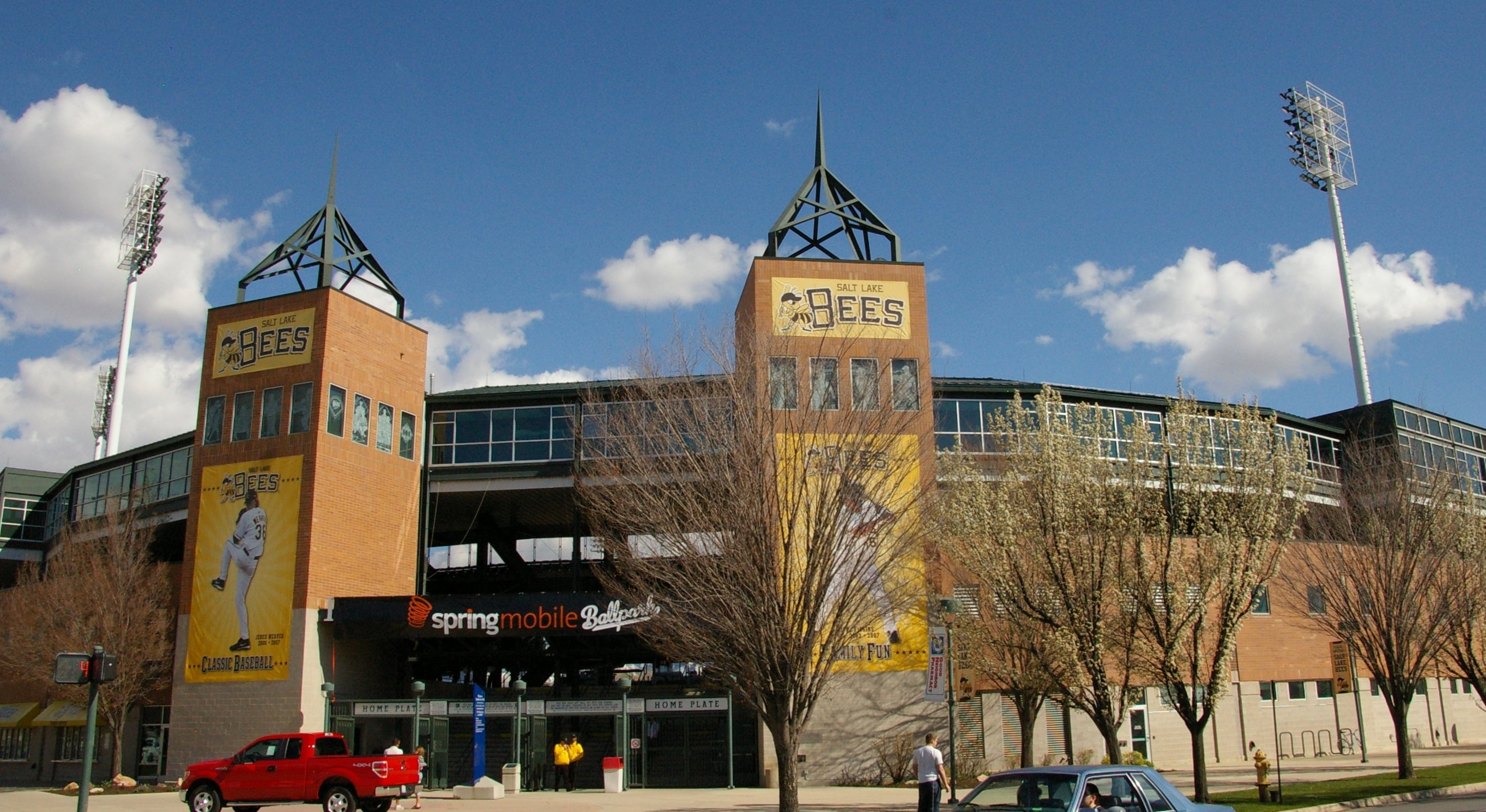
Smith's Ballpark, casa do Salt Lake Bees.

O Salt Lake Bees é a principal equipe de baseball do estado de Utah, ele disputa a Pacific Coast League.
Ele manda os seus jogos no Smith's Ballpark.

### Futebol Americano

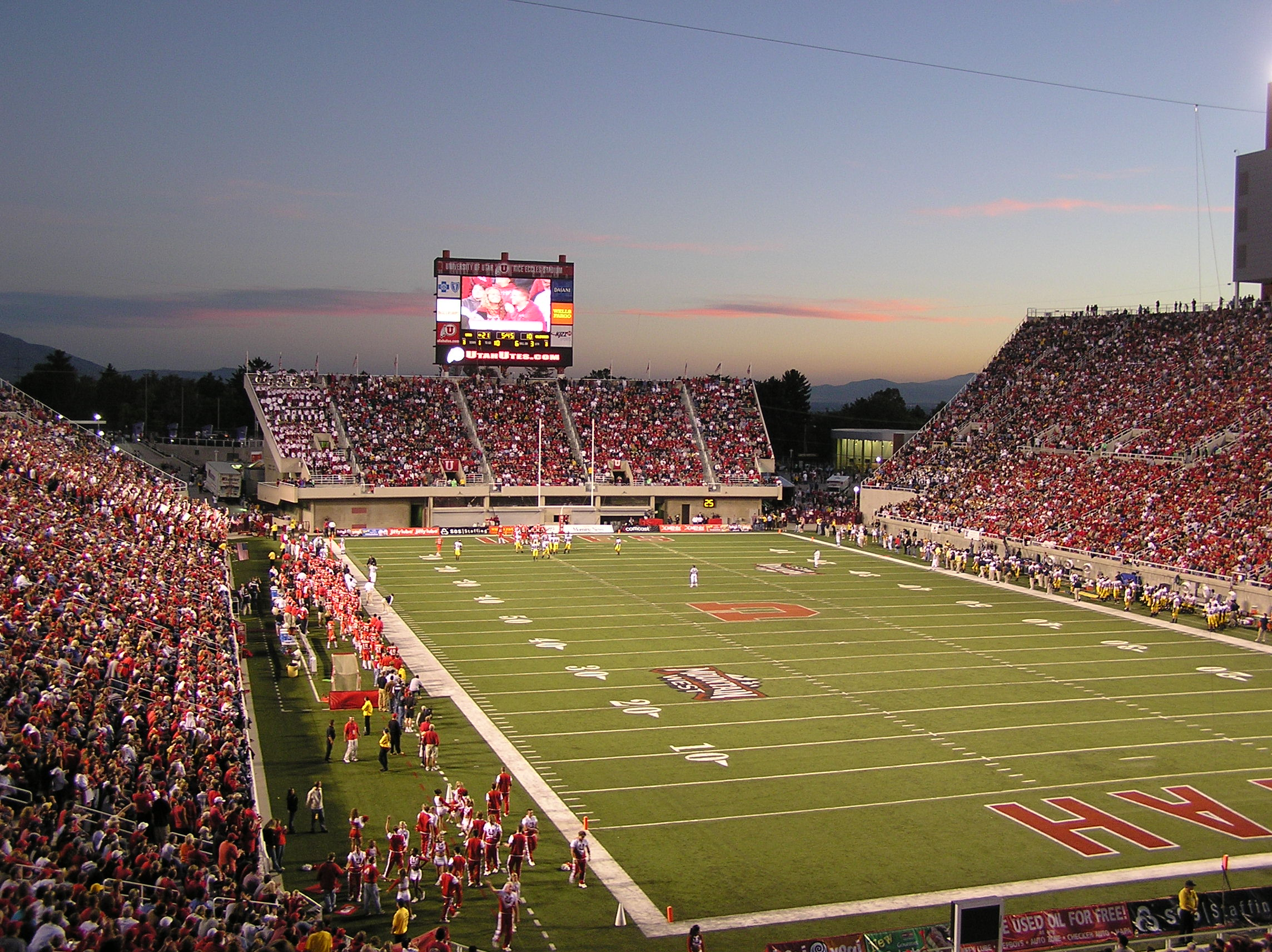
Rice-Eccles Stadium, casa do Utah Blaze.

#### Utah Blaze
O Utah Blaze atualmente disputa a Arena Football League. Eles gravaram a maior média de público no campeonato na sua primeira temporada, porém ele está suspenso da competição.

#### Utes x Cougars
As Universidade de Utah e da Universidade Brigham Young ainda possuem times de futebol americano que são muito populares no estado(Utes e Cougars, respectivamentes). As duas universidades mantém muitos seguidores, e a rivalidade entre as duas faculdades tem uma longa história.
Apesar do fato da Universidade de Utah ser uma universidade laica, isto é por vezes referida como a Guerra Santa por causa do status da Universidade BYU ser conhecida como uma universidade Mórmon. Ambas disputam o campeonato entre si desde 1922.

### Hoquei no Gelo

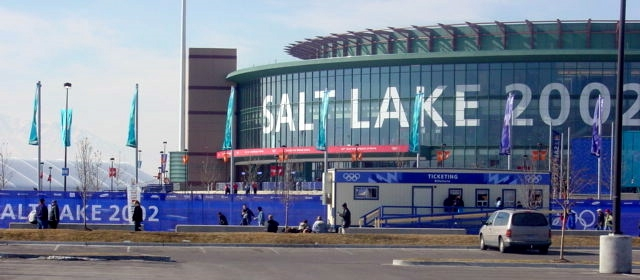
Maverik Center, casa do Utah Grizzlies.

A cidade possui ainda um time de hóquei no gelo, o Utah Grizzlies que joga no Maverik Center, atualmente disputa a  East Coast Hockey League.

## Olimpíadas de Inverno de 2002 e 2034

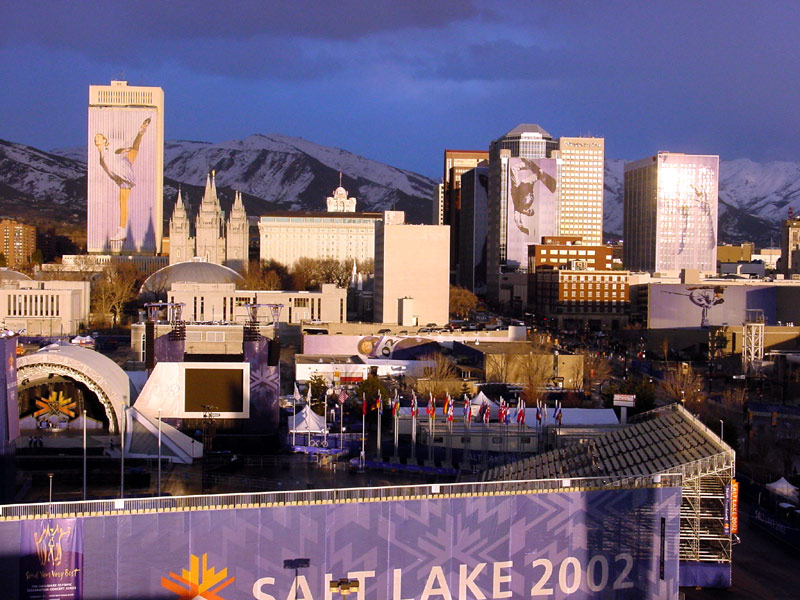
Salt Lake City durante os Jogos Olímpicos de Inverno de 2002.

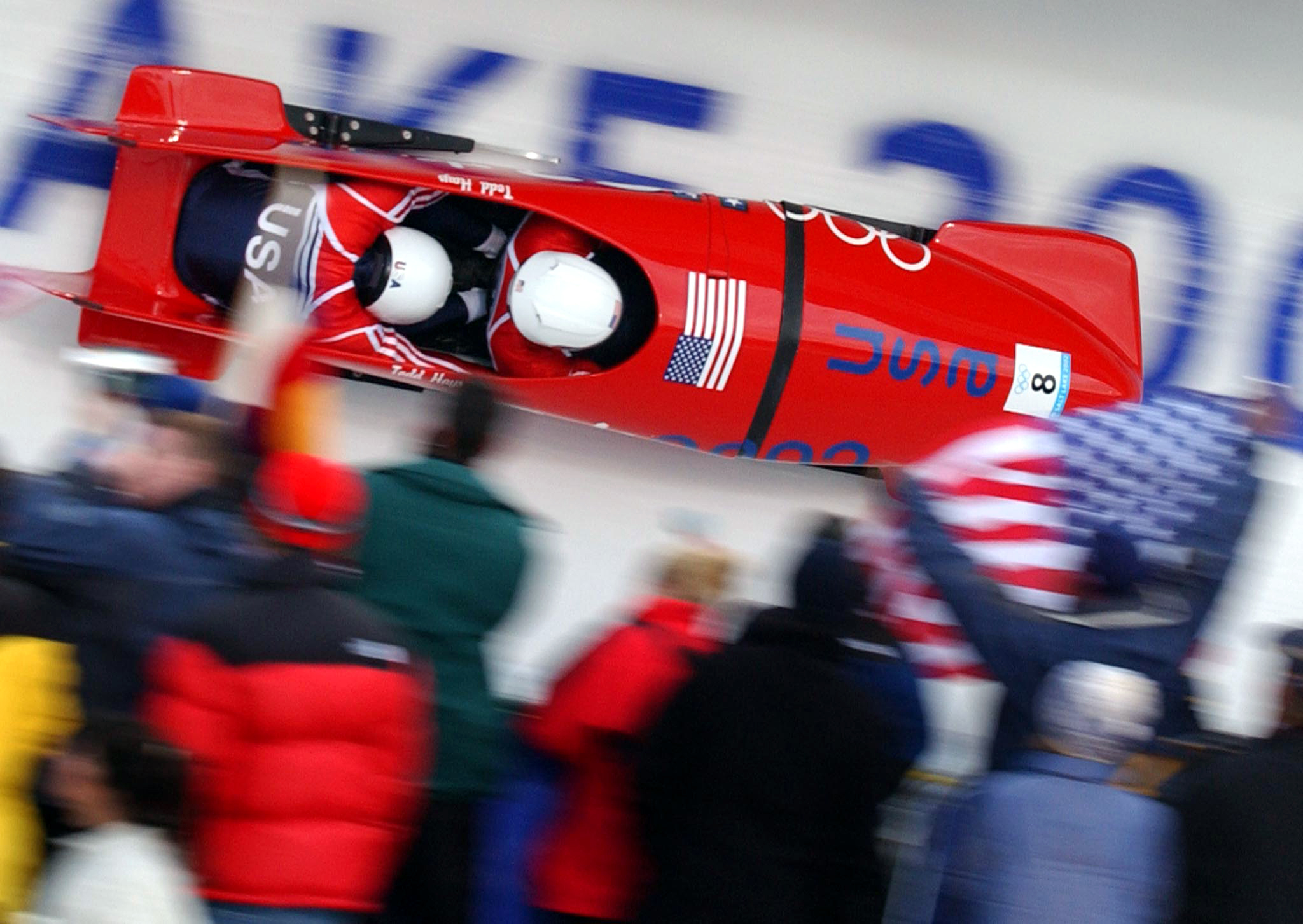
Trenó de corrida nos Jogos Olímpicos de Inverno de 2002 em Salt Lake City

A cidade de Salt Lake City foi a sede dos jogos olímpicos de inverno em 2002.
Esportes de inverno, como esqui e snowboard, são populares nas montanhas Wasatch, ao leste de Salt Lake City. Oito estações de esqui se encontram dentro de 80 km da cidade. A popularidade das estâncias de esqui aumentou quase 29% desde os Jogos Olímpicos de Inverno de 2002. As atividades de verão, como caminhadas, camping, escalada, mountain bike e outras relacionadas com atividades ao ar livre são populares nas montanhas também. Os reservatórios de muitos pequenos rios e nas montanhas Wasatch são muito populares para passeios de barco, pesca, e outros relacionadas com o turismo de natureza.

### Tentativas Anteriores
Salt Lake City havia se candidatado outras duas vezes para sediar os Jogos Olímpicos de Inverno. Na última, para os Jogos de 1998, perdeu por uma diferença de quatro votos para Nagano, no Japão. A derrota foi atribuída ao melhor lobby japonês. Para 2002, a candidatura americana decidiu investir estrategicamente, oferecendo diversos presentes e vantagens a membros do Comitê Olímpico Internacional. Pelas regras do COI, uma cidade candidata precisaria obter maioria absoluta dos votos para ser escolhida sede. A cidade americana conseguiu mais de 60% logo na primeira rodada, recebendo assim o direito de organizar os Jogos de 2002.

### Vitória na eleição
Salt Lake concorria com outras quatro cidades pelas olimpíadas:
- Östersund
- Quebec
- Salt Lake City
- Sion

A votação garantiu em apenas uma rodada a condição foi estabelecida e Salt Lake City ganhou o direito de sediar os Jogos.

### Polêmicas
O escândalo envolvendo a eleição ganhou foco em dezembro de 1998, gerando pedidos de demissões de membros do Comitê Organizador nos meses seguintes. A investigação do COI gerou a expulsão de um membro e a suspensão de outro. O episódio foi classificado, pelo então presidente do COI Juan Antonio Samaranch, o pior escândalo já enfrentado por ele em seus vinte e um anos de presidência.

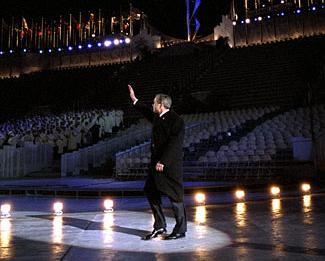
Presidente Bush na cerimônia de abertura.

Apesar do apoio dado aos Estados Unidos em virtude dos atentados terroristas de 11 de setembro do ano anterior, surgiram críticas ao nacionalismo exagerado com que os americanos se portaram durante os Jogos.
Em virtude do excesso de segurança, os Jogos foram considerados por comentaristas uma resposta a Osama bin Laden, manifestando o poder de reerguimento do povo americano, mesmo após uma tragédia como a do dia 11 de setembro de 2001.
O presidente George W. Bush também foi criticado, por conta de quebras de protocolo, inclusive da Carta Olímpica. Na cerimônia de abertura, por exemplo, além de ter feito a declaração oficial de abertura em meio aos atletas americanos (e não de uma tribuna oficial), Bush prolongou o tradicional texto dito pelo chefe de Estado do país anfitrião, ao dizer "Em nome de uma nação orgulhosa, determinada e grata" antes do tradicional "declaro abertos os Jogos de Salt Lake City, celebrando os Jogos Olímpicos de Inverno".

### Competição
Os XIX Jogos Olímpicos de Inverno reuniram atletas de 77 países diferentes,com a Noruega como melhor colocada.

### Tentativa de retorno dos jogos
Salt Lake City, assim como Denver e Reno, era uma potencial candidata a anfitriã dos Jogos Olímpicos de Inverno de 2018, mas a candidatura foi canceladas pelo Comitê Olímpico dos Estados Unidos em virtude da participação de Chicago no processo para os Jogos de 2016.

### Retorno dos jogos
Em 2020, o Comitê Olímpico e Paralímpico dos Estados Unidos e o governo de Salt Lake City anunciaram uma possível candidatura da cidade para os Jogos Olímpicos de Inverno de 2030 ou para os Jogos Olímpicos de Inverno de 2034, com a última sendo levada em consideração para dar mais tempo aos Estados Unidos em organizar um evento multiesportivo, além de que naquela ocasião, Sapporo era a candidata favorita para os Jogos de 2030. Com o cancelamento da candidatura japonesa devido aos escândalos de corrupção após os Jogos Olímpicos de Verão de 2020, o projeto de Salt Lake para 2030 voltou a ser discutido, mas com menos força, uma vez que Los Angeles receberia os Jogos Olímpicos de Verão de 2028 e um intervalo de tempo das duas olimpíadas seria menor, o que demandaria mais gastos financeiros. Em 29 de novembro de 2023, com temores quanto ao aquecimento global, o Comitê Olímpico Internacional (COI) decidiu levar os projetos dos Alpes Marítimos e de Salt Lake City para os diálogos direcionados dos Jogos Olímpicos de Inverno de 2030 e 2034, respectivamente, enquanto que a Suíça poderia escolher uma cidade ou região para lhe representar no diálogo de 2038.
Em 29 de fevereiro de 2024, o governo de Utah, junto com a prefeitura de Salt Lake City e o Comitê Olímpico e Paralímpico dos Estados Unidos oficializaram o projeto Salt Lake City 2034, mesmo sem cidades concorrentes para essas olimpíadas, anunciando a revitalização e reutilização de estruturas montadas para a edição de 2002. Em 24 de julho, faltando dois dias para o início oficial dos Jogos Olímpicos de Verão de 2024, Salt Lake foi eleita sede das Olimpíadas de 2034 com 83 votos favoráveis e 6 contrários, apesar da polêmica entre a Agência Mundial Antidoping (WADA) e a Agência Mundial Antidoping dos Estados Unidos (USADA) devido as discordâncias com os resultados dos exames de atletas olímpicos.

## Economia

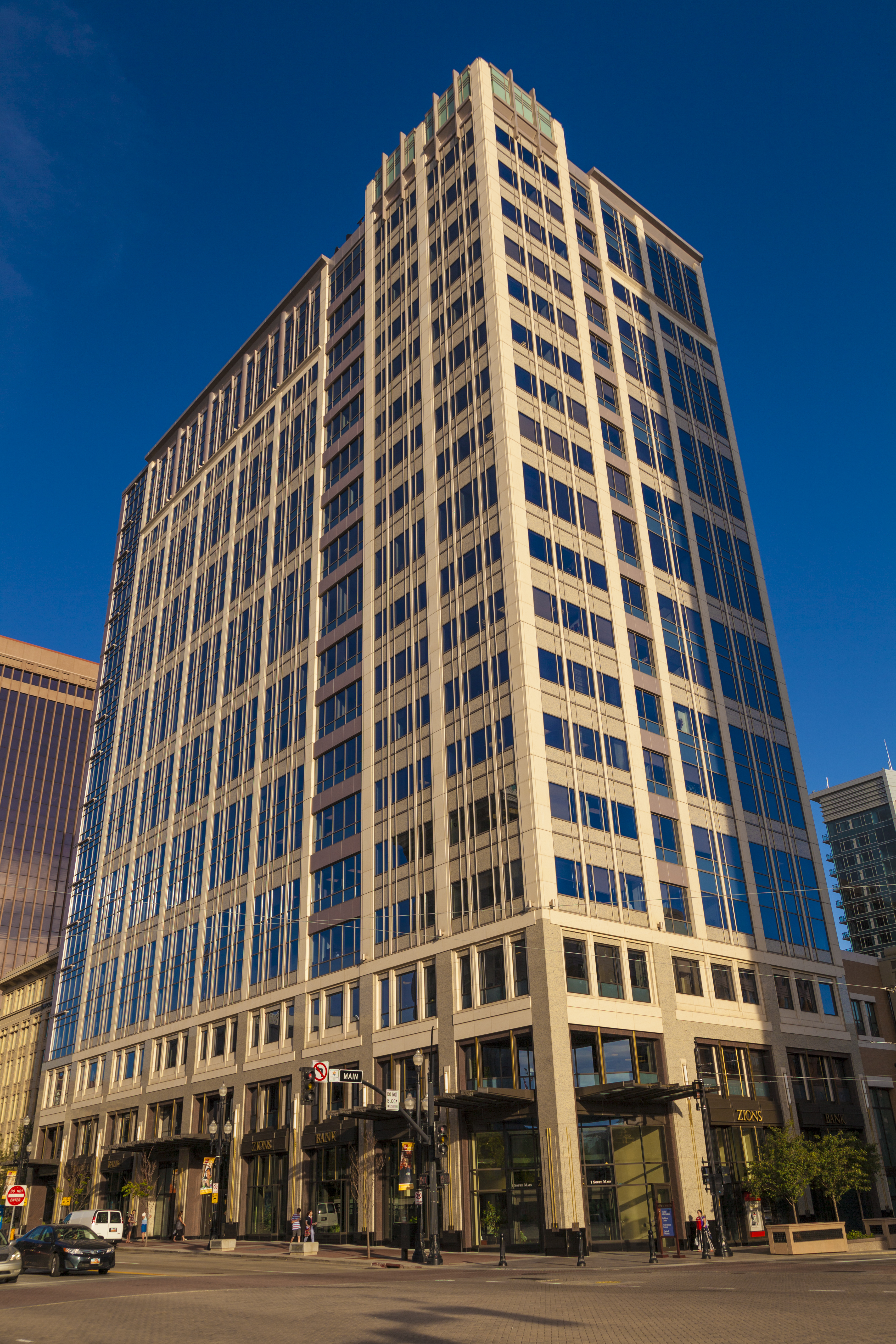
Sede de Zions Bancorporation em Salt Lake City

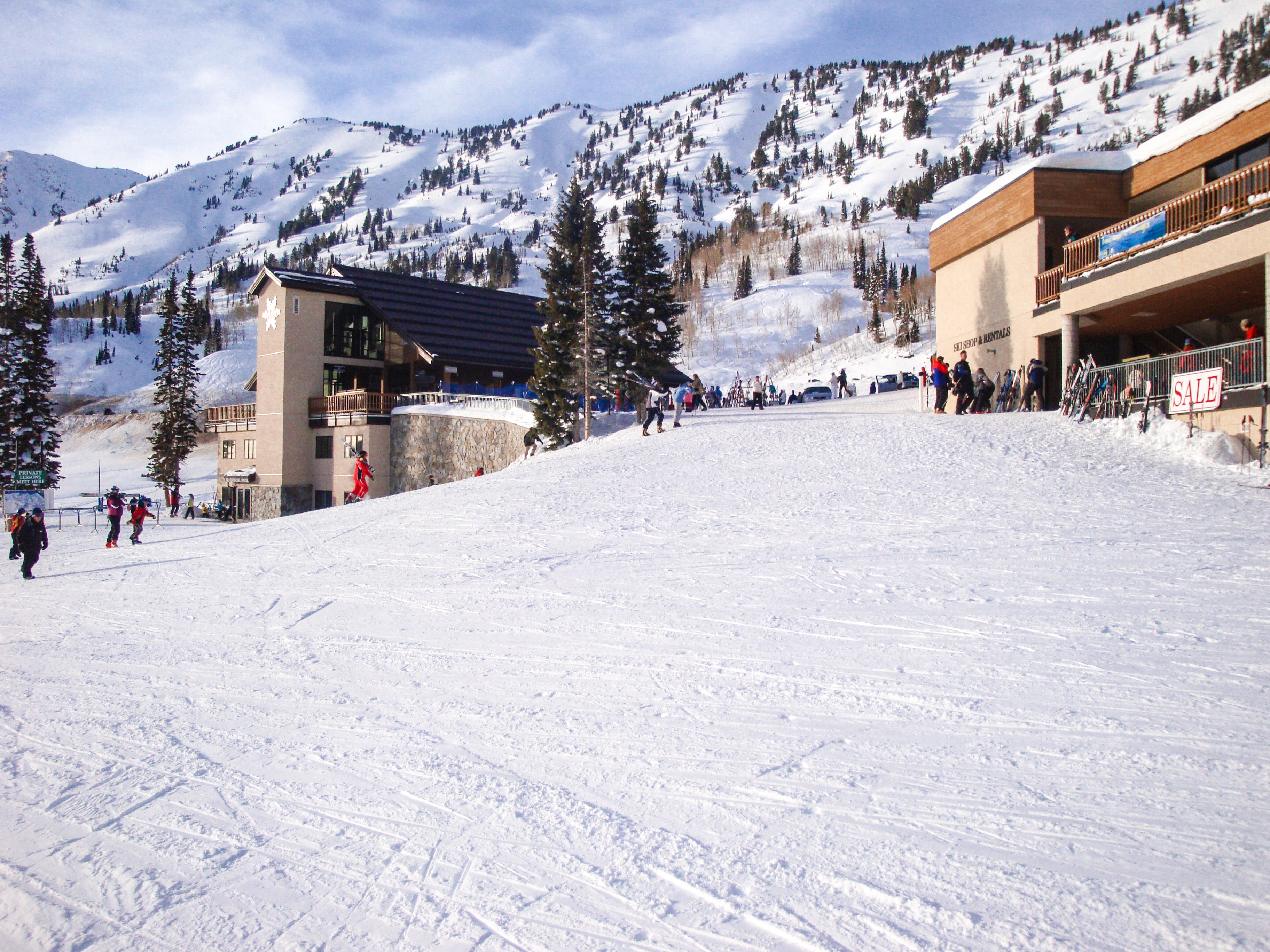
Turismo recreativo nas Montanhas Wasatch gera muito emprego na região.

A economia moderna de Salt Lake City está orientada principalmente nos serviços públicos. No passado, nas proximidades de 1856, o aço, as operações de mineração e a estrada de ferro, proporcionaram uma forte fonte de renda com o Rei da Coligação Minas de Prata, Aço Genebra, Bingham Canyon Mine, e refinarias de petróleo. Hoje, as principais indústrias da cidade são o governo, comércio, transporte, serviços públicos e serviços profissionais e de negócios. A cidade é conhecida como a "encruzilhada do Ocidente" para a sua geografia central no oeste dos Estados Unidos. Como resultado, a Interstate 15 é um importante corredor para o tráfego de mercadorias a área é palco de inúmeros centros de distribuição regional.
Os governos têm a sua maior presença na própria cidade em si, comércio e serviços públicos, transporte, e também em assumir uma parcela significativa do emprego, com o grande empregador, que é a América do Norte ocidental hub, da Delta Air Lines, que realiza voos do Salt Lake City International Airport para outras cidades americanas, européias, latinas e asiáticas. Igualmente importantes, são os serviços profissionais e de negócios, enquanto serviços de saúde e de educação servem também como áreas significativas de emprego. Outros grandes empregadores e fontes de riqueza da cidade incluem a Universidade de Utah, Sinclair Oil Corporation e A Igreja de Jesus Cristo dos Santos dos Últimos Dias, que além de empregar pessoas na construção de edifícios, atrai turistas com seus prédios históricos e com o Templo de Salt Lake, de sua propriedade.
Além de sua sede central, a igreja mórmon é proprietária e opera uma divisão de lucros, como o Deseret Management Corporation e suas subsidiárias, que estão sediadas na cidade. Outras notáveis empresas com sede na cidade incluem a AlphaGraphics, Sinclair Oil Corporation, Zions Bancorporation e a Smith's Food and Drug. Notáveis empresas baseadas na área metropolitana inclui restaurantes, hotéis e pousadas, além das estações de esqui. A American Stores, as Companhias de Skaggs, e ZCMI, uma das primeiras lojas de departamento, é atualmente propriedade da Macy's ,Inc. armazena, Ex ZCMI, e agora operam sob a marca do Macy's.
O Utah é um dos sete estados americanos que permitem o estabelecimento de bancos comerciais de propriedade industrial. Assim, a grande maioria dos bancos industriais americanos estão estabelecidos, em sua sede, na área de Salt Lake City. São empresas de alta tecnologia, com uma grande presença nos subúrbios.
Outras atividades econômicas são o turismo, convenções, e os principais centros de chamadas suburbanas. O turismo tem aumentado desde 2002, quando a cidade sediou os Jogos Olímpicos de Inverno, e muitos hotéis e restaurantes foram construídos para os eventos. A indústria da convenção tem se expandido desde a construção do centro de convenções Salt Palace, no final dos anos 1990, que organiza feiras e convenções, incluindo a reunião anual do varejo ao ar livre e convenção anual da Novell BrainShare.
Em 2005, verificou-se que o centro da cidade estava experimentando um rápido crescimento populacional. O número de unidades residenciais na área central de negócios aumentou 80% desde 1995, e a previsão é de quase duplicar na próxima década.
Taxas de défict habitacional são baixas na região do centro. Em resposta, dois novos grandes edifícios estão sendo construídos. O primeiro é de oito andares, localizado no Distrito Gateway, enquanto o segundo terá 22 andares e está atualmente em construção na rua principal. Além disso, o histórico Walker Bank Building está passando por grandes obras de renovação que irá permitir-lhe atingir Classe A no status de espaço de escritório. A construção do Distrito Gateway e serviço ferroviário suburbano planejado têm apoiado a revitalização do centro da cidade.

## Governo

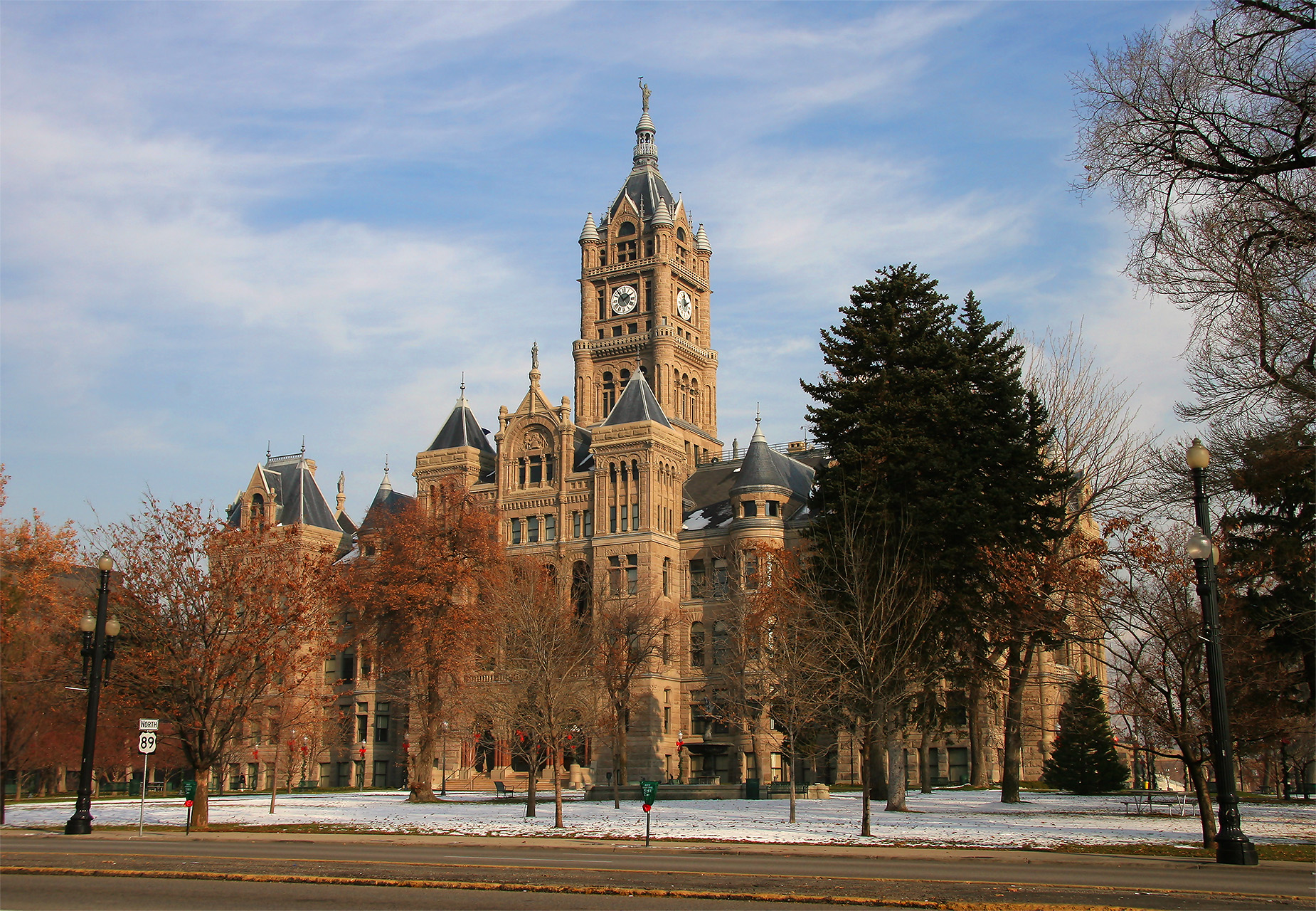
Prefeitura de Salt Lake City.

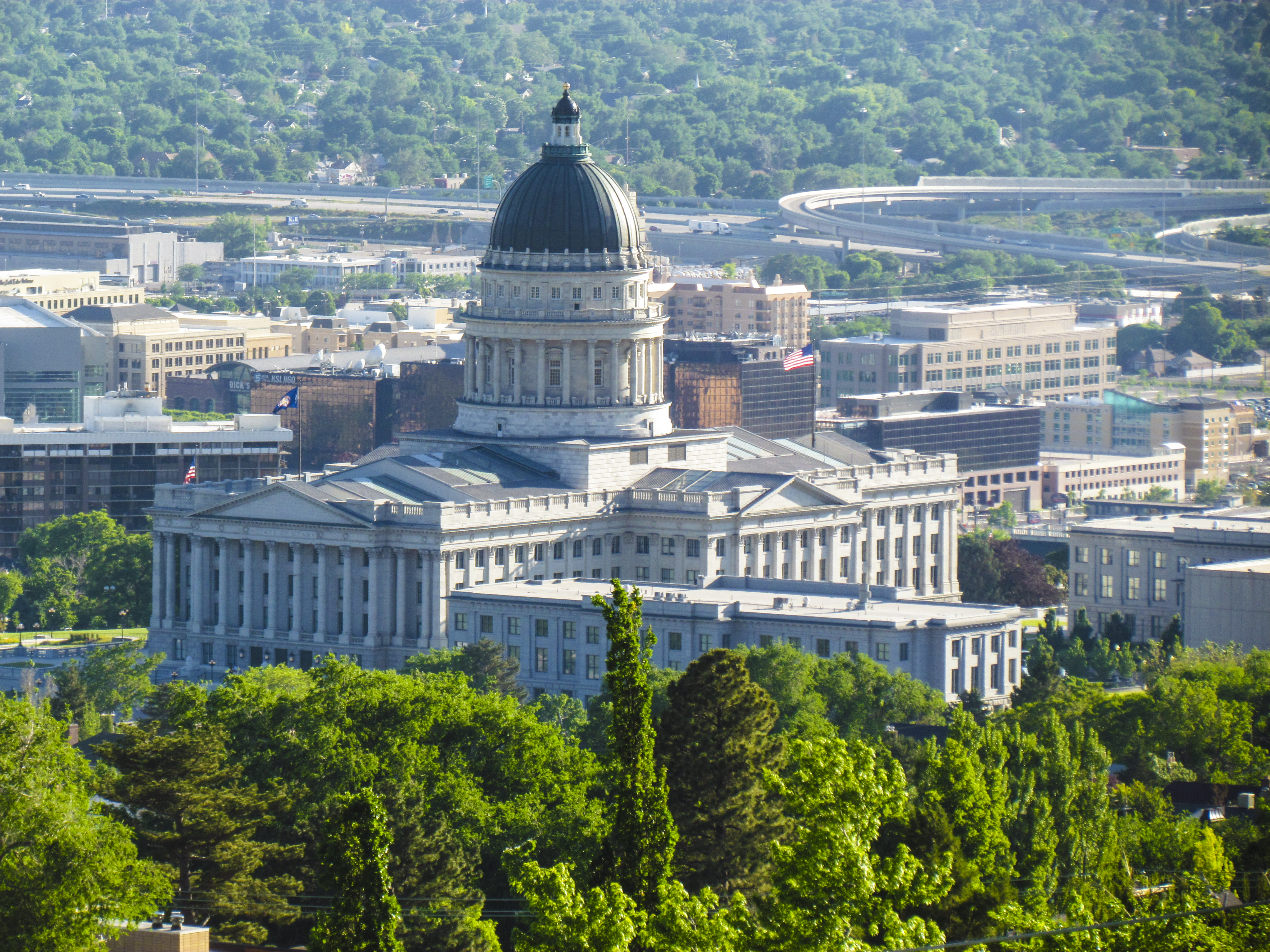
O Capitólio Estadual de Utah, sede do governo estadual, fica em Salt Lake City.

Desde 1979, Salt Lake City é governada por um conselho. O prefeito e os sete vereadores são eleitos para mandatos de quatro anos. Eleições para prefeito são realizadas no mesmo ano em que a eleição de três dos sete vereadores. Os outros quatro vereadores são eleitos dois anos após as eleições para prefeito. Assentos do Conselho são definidos por fronteiras geográficas da população. Cada conselheiro representa cerca de 26 000 cidadãos. Os funcionários não estão sujeitos a limites de mandato. A eleição mais recente foi realizada em 2007.
A cidade elegeu candidatos do Partido Democrata à prefeitura desde 1970. Conselheiros são eleitos em questões específicas e geralmente são bem conhecidos. Política trabalhista não desempenham um papel significativo. Atualmente, a cidade possui duas mulheres conselheiras que se declaram abertamente homossexuais e um homem publicamente gay.
A separação entre Igreja e Estado foi o tema mais debatido entre o Partido Liberal e o Partido Popular de Utah, onde muitos filiados são mórmons. A demografia política da cidade são liberais e democráticas. Isto está em contraste com a maioria de Utah, onde a opinião conservadora geralmente domina.
A cidade é sede de várias ONGs e grupos de advocacia, como o Instituto Conservador, o grupo dos direitos dos gays, e os defensores da qualidade do crescimento de Utah. Salt Lake hospedou muitos dignitários estrangeiros durante os Jogos Olímpicos de Inverno de 2002, e em 2006, o presidente do México, começou sua turnê pelos Estados Unidos na cidade. O embaixador de Israel também visitou a cidade. O presidente George W. Bush visitou em 2005 e novamente em 2006 para as convenções nacionais de veteranos. Outros líderes políticos, como Howard Dean e Harry Reid fizeram discursos na cidade em 2005.

## Estrutura urbana

### Educação

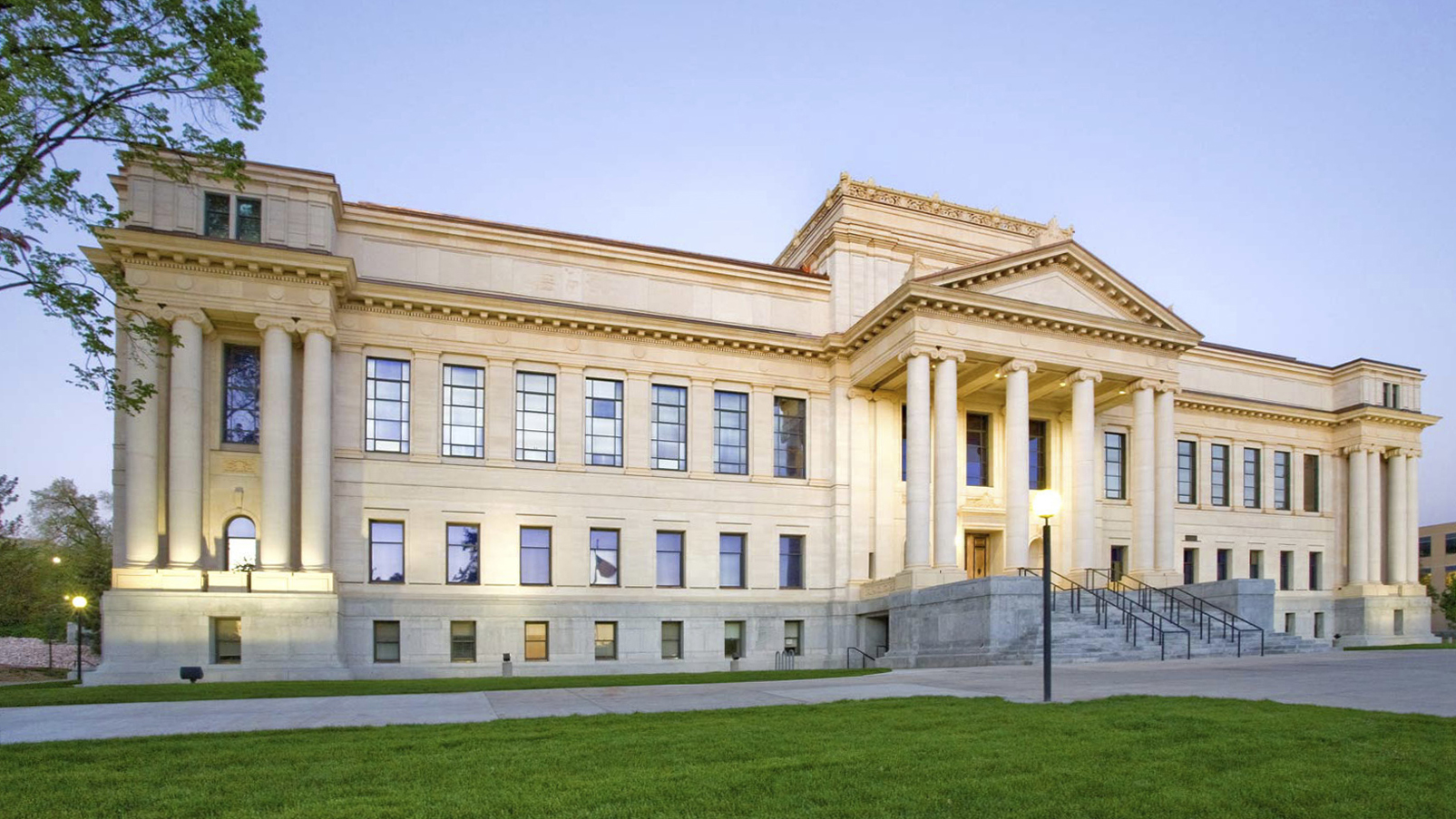
Edifício de Administração da Universidade de Utah

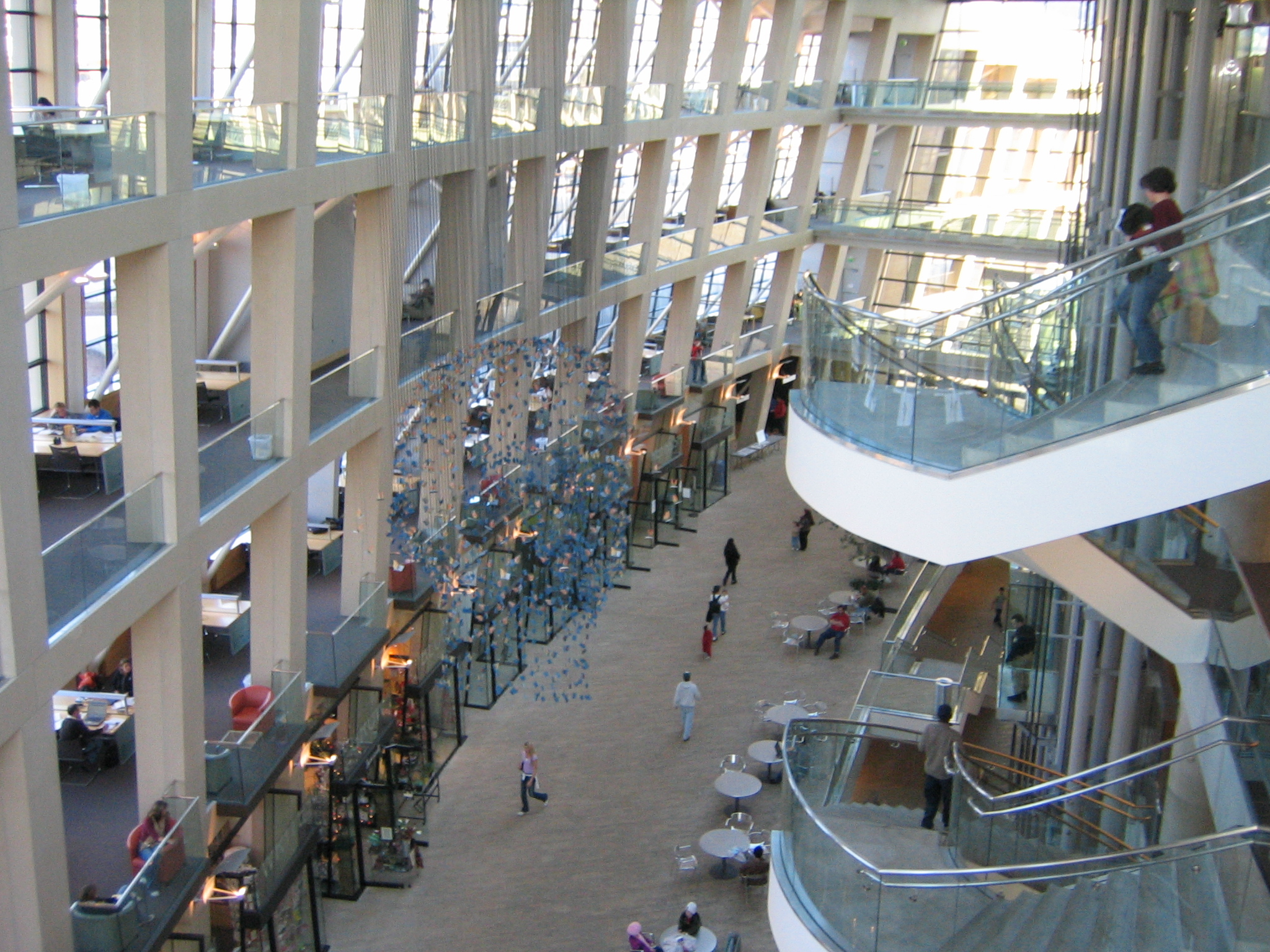
Biblioteca Pública de Salt Lake

Em 1847, a pioneira Jane Dillworth realizou as primeiras aulas em sua tenda para os filhos das primeiras famílias santos dos últimos dias. Na última parte da década de 1850, havia muita controvérsia sobre como as crianças na área deviam ser educadas. Pessoas de outras religiões não concordavam com o nível de influência religiosa que os santos dos últimos dias possuíam nas escolas. Hoje, muitos jovens santos dos últimos dias frequentam o seminário, uma instrução religiosa oferecida por A Igreja de Jesus Cristo dos Santos dos Últimos Dias na cidade. Os alunos são liberados de escolas públicas em vários momentos do dia para participar deste seminário. As escolas onde funcionam os seminários localizam-se geralmente a uma curta distância de escolas públicas e em propriedades da igreja.
Devido às altas taxas de natalidade e salas amplas, Utah gasta menos por aluno do que qualquer outro estado, embora o gasto per capita seja o segundo maior, atrás apenas do Alasca. O dinheiro é sempre um desafio, e muitas empresas oferecem doações para apoiar as escolas. Várias autarquias criaram fundações para a educação das crianças e jovens da cidade. Recentemente, foi aprovada a reconstrução de mais da metade das escolas primárias e uma das escolas de ensino médio. Há vinte e três escolas primárias, cinco escolas de ensino médio, três escolas de ensino médio (privada) e uma escola alternativa de alto ensino, localizado dentro do distrito escolar. Salt Lake City também tem muitas escolas católicas.
A Biblioteca Pública de Salt Lake City é a principal biblioteca de Utah. POssui cinco e cinco filiais em vários bairros da cidade. A biblioteca, projetada pelo arquiteto Moshe Safdie, foi inaugurada em 2003. Em 2006, a Biblioteca Pública de Salt Lake City foi batizada de "Biblioteca do Ano" pela American Library Association.
Opções de educação pós-secundária, em Salt Lake City incluem a Universidade de Utah, Universidade de Westminster, Community College, BYU Salt Lake Center, Eagle Gate College, The Art Institute of Salt Lake City e LDS Business College. Há também muitos comércios e escolas técnicas. A Universidade de Utah é conhecida pelos seus programas de pesquisa e médicos. Foi o local do primeiro transplante de coração artificial, em 1982.

### Arquitetura

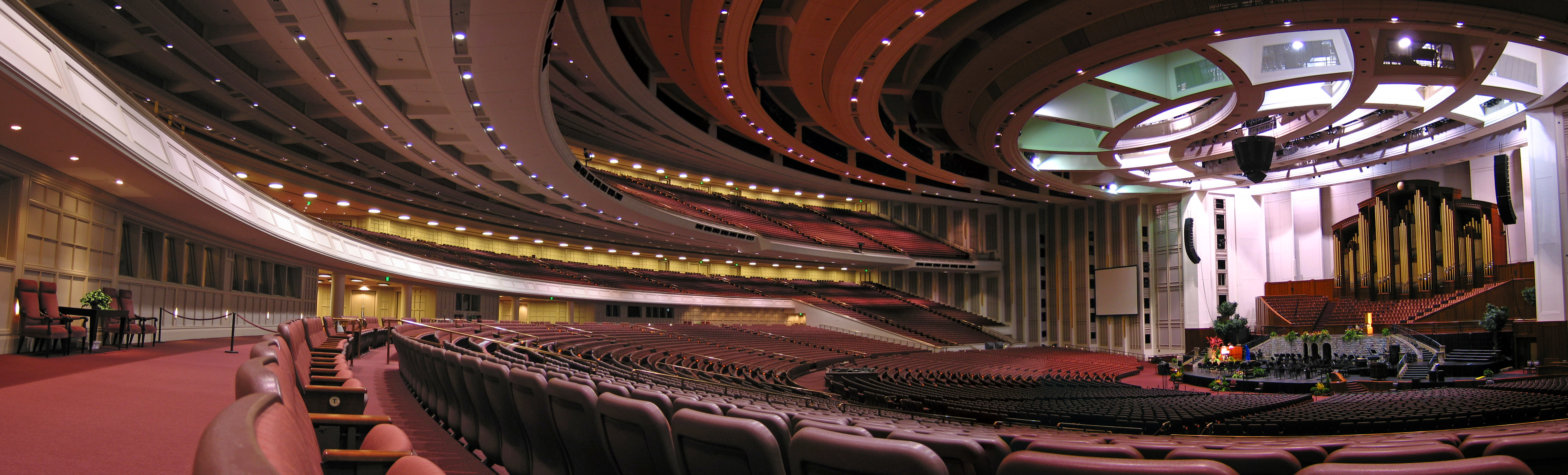
Centro de Conferências de A Igreja de Jesus Cristo dos Santos dos Últimos Dias

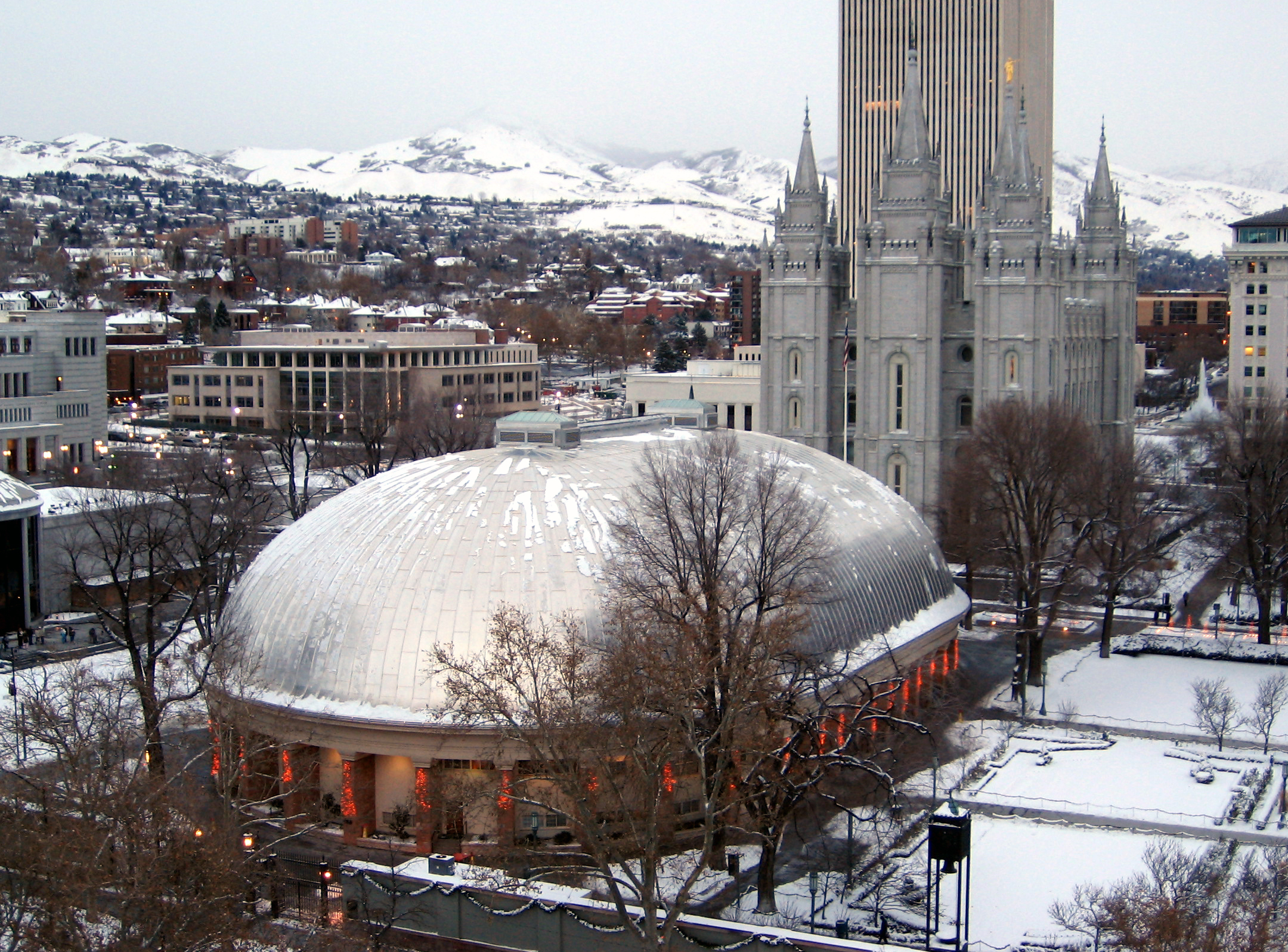
O Tabernáculo Mórmon.

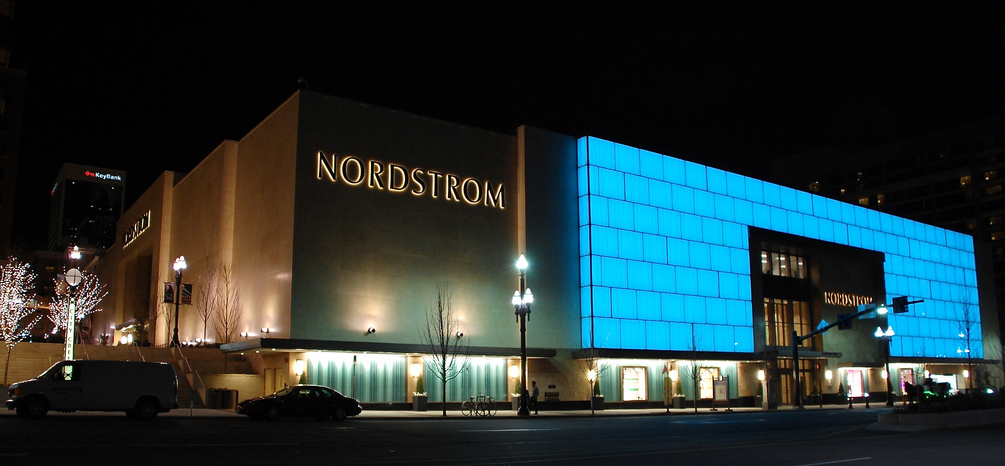
Fachada de uma das lojas do shopping City Creek Center.

Salt Lake City é a sede de A Igreja de Jesus Cristo dos Santos dos Últimos Dias (SUD) e tem muitos locais mórmons relacionados aberto aos visitantes. O mais popular é a Praça do Templo, que inclui o Templo de Salt Lake e centros de visitantes, que são abertos ao público, gratuitamente. A Praça do Templo também inclui o histórico Tabernáculo, casa do mundialmente famoso Coro do Tabernáculo Mórmon. O moderno Centro de Conferências SUD está do outro lado da rua para o norte. A Family History Library, a maior biblioteca genealógica do mundo, está localizada a oeste da Praça do Templo. É administrada pela Igreja Mórmon e é aberta ao público gratuitamente. Ainda próximo ao Templo de Salt Lake, há o Monumento Portão de Águia, em homenagem aos símbolos oficiais de Utah.
Em 2004, a biblioteca principal de Salt Lake City uma comissão do Instituto Americano de Arquitetos. A biblioteca apresenta um estilo arquitetônico característico. O telhado do prédio serve como um ponto de vista para o Vale de Salt Lake. O Utah State Capitol Building apresenta, em sua arquitetura, pisos de mármore e uma cúpula semelhante à do edifício que abriga o Congresso americano. Outros notáveis edifícios históricos incluem a Mansão do Governador, a City and County Building, construído em 1894 pelos pioneiros mórmons, a Casa de Leão, construída também pelos pioneiros mórmons em 1856 para abrigar mulheres mórmons viúvas, além de ser o local da morte de Brigham Young, o Edifício Kearns on Main Street, St. Mark's Episcopal Cathedral, construída em 1874 e a catedral católica romana de Madeleine, construída em 1909.
O Zoológico Hogle está localizado na rua em frente ao parque principal da cidade, o Liberty Park. O maior parque público da cidade, com mais de 100 hectares (0,40 km²), Liberty Park possui um lago com uma ilha no meio do aviário. O parque é o lar de um grande número de aves selvagens, principalmente as gaivotas, símbolo da bandeira de Utah. O edifício Red Butte Garden and Arboretum, localizado no sopé de Salt Lake, possui muitas exposições e características diferentes e também hospeda muitos concertos musicais. O Jordânia Park é o lar para a Paz Internacional de Jardins. A Shoreline Trail Bonneville é a principal atração para os habitantes que realizam caminhadas e piqueniques ao ar livre na cidad, além de ciclistas. A pista mede noventa milhas através do sopé da Frente Wasatch.

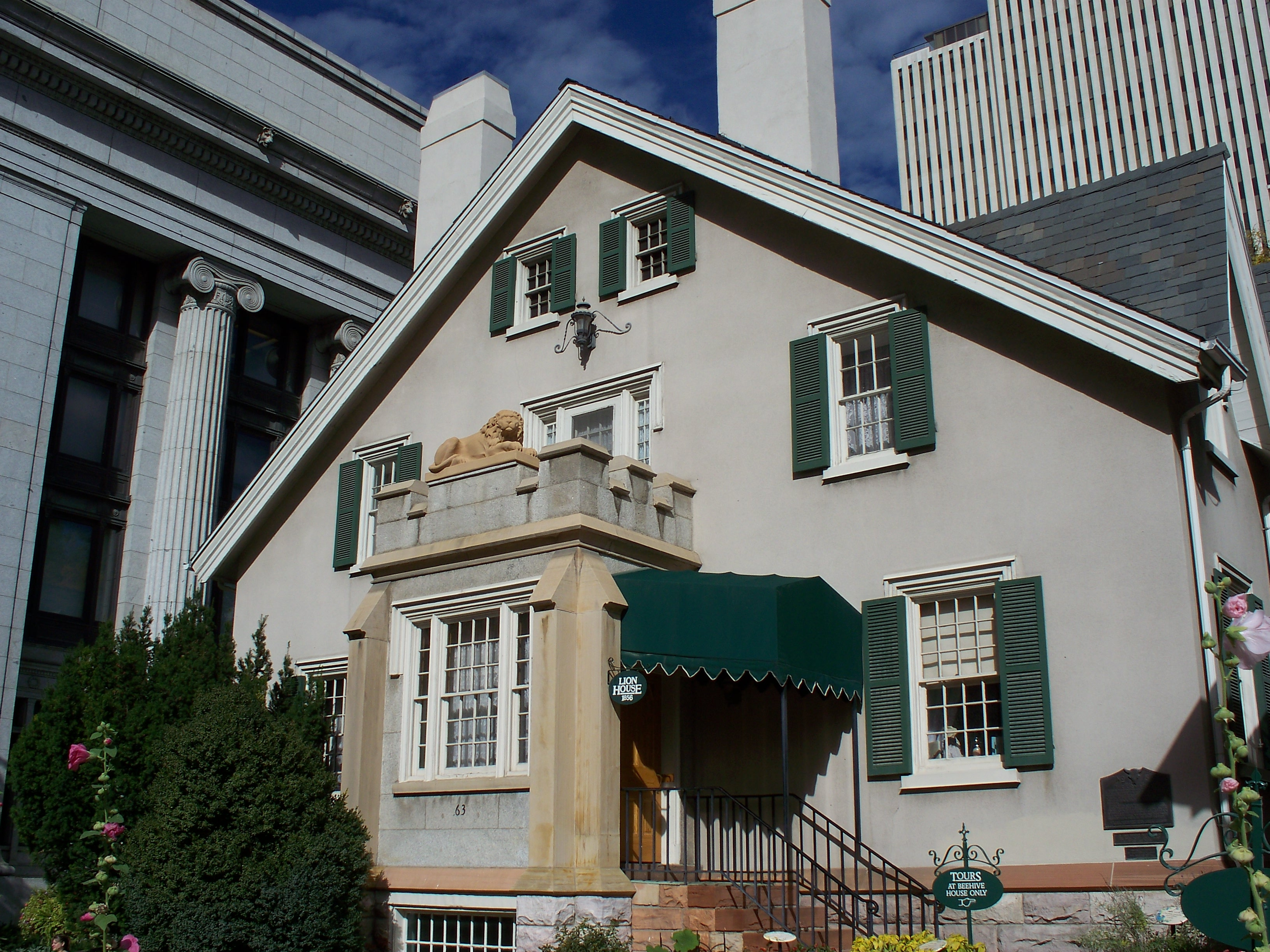
A Casa de Leão foi construída em 1856.

Salt Lake City está na proximidade de vários campos de esqui e resorts de classe, incluindo o Park City Mountain Resort, Deer Valley, Alta e Snowbird. Os recursos atendem a milhões de visitantes todos os anos e oferecem atividades o ano inteiro.
Salt Lake City também é lar de alguns grandes centros comerciais. Trolley Square Mall é um interior e exterior com muitas lojas de arte independente, restaurantes e varejistas nacionais. Os edifícios de habitação das lojas são renovados e as ruas próximas possuem, em sua maioria, paralelepípedos. O Distrito Gateway, um centro comercial, é considerado um grande shopping ao ar livre e tem muitos restaurantes nacionais, lojas de roupas, salas de cinema, o Planetário Clark, o Gateway Discovery e os Jogos Olímpicos Legacy Plaza.
Em 3 de outubro de 2006, a Igreja de Jesus Cristo dos Santos dos Últimos Dias, proprietária dos ZCMI Center Mall, Crossroads Mall e Main Street, anunciou planos para demolir o shopping, um arranha-céu, e vários outros edifícios para abrir caminho para a reconstrução do Creek Center. Ele irá compor uma nova sede e vários edifícios residenciais (um dos quais será o edifício mais alto na cidade) em torno de um centro comercial ao ar livre com um fluxo, fonte, e outras amenidades ao ar livre, e está prevista para ser concluída em 2011. Sugar House é um bairro com uma pequena cidade da principal zona comercial da rua e vários parques. Açúcar Casa Park é o segundo maior parque da cidade, e é palco de frequentes eventos ao ar livre.
Outras atrações dentro ou nas proximidades de Salt Lake City incluem o Golden Spike, um sítio Histórico Nacional (onde a primeira ferrovia transcontinental do mundo foi construída), a Lagoa do Parque de Diversões, o Great Salt Lake, a Bonneville Salt Flats e a Gardner Historic Village, um dos maiores muses de dinossauro dos Estados Unidos.

### Bairros
Salt Lake City possui muitos bairros informais. A parte oriental da cidade tem valores mais elevados do que suas contrapartes ocidentais. Este é um resultado da ferrovia a ser construída na metade ocidental, bem como vistas panorâmicas das terras inclinadas na porção oriental. A habitação é mais acessível no lado oeste, o que resulta em diferenças demográficas.
O lado oeste da cidade tem sido historicamente uma região de bairros de baixa renda, mas, recentemente, a natureza mais acessível da área tem atraído muitos profissionais para os bairros da região, além de turistas interessados no turismo de natureza e ecoturismo.
Sugar House, no sudeste de Salt Lake City, tem uma reputação como um bairro liberal e até recentemente possuía uma área de especialidade local de propriedade e lojas de nicho. As lojas que antes ocupavam as ruas do bairro, mudaram-se para novos locais para dar lugar a um condomínio e complexo de escritórios, embora os desenvolvedores declararam que desejam manter o caráter da área. Lojas de varejo será permitido no nível das ruas, uma vez que o complexo está concluído. Apesar destas garantias, os moradores têm manifestado as suas preocupações em que o bairro vai perder seu único recurso eclético e tem criticado o que eles chamam a destruição de um dos poucos locais de propriedade de negócios no vale.
Ao nordeste do centro encontram-se as grande avenidas, com bairros em blocos menores. Esta área é uma histórica, que é quase totalmente residencial, e contém muitas casas históricas da era pioneira e vitoriana. As avenidas situam-se no sopé da Serra do Wasatch, com as casas construídas anteriormente na menor elevação. As avenidas localizam-se apenas para o leste e norte da Universidade de Utah, e da zona do monte, ao sul da Universidade.
Além de centros maiores como Sugar House e Downtown, Salt Lake City contém vários bairros menores, cada uma com o nome do próximo cruzamento grande. Essas zonas recebem investimentos menores e possuem tráfego de carros menos intenso, além de comércios, galerias de arte, varejo de vestuário, salões de beleza, restaurantes e cafés.

### Futuro
Salt Lake City ainda luta com a sua identidade, tentando encontrar um equilíbrio entre a capital de uma grande religião e cidade secular moderna. Estão sendo feitos esforços para revitalizar o centro da cidade e se ajustar ao crescimento fenomenal da área. A Igreja Mórmon comprou recentemente o Crossroads e o shoppings ZCMI e está planejando a sua fusão em um shopping center ligado por passarelas e com novos apartamento e prédios de escritórios nas proximidades. O trem suburbano FrontRunner está em vigor ao longo do norte do Wasatch Front, com extensões previstas para a parte sul da região. Extensões ferroviários ligeiros estão planejadas para fornecer o serviço para os subúrbios oeste e sul, bem como a Salt Lake International Airport.

## Transporte

### Estradas
Salt Lake City está na convergência de duas rodovias, que vão de norte, sul e oeste do centro da cidade, e que conecta com a região baixa de Salt Lake City, interligando ao Salt Lake City International Airport, localizado a oeste, com saídas ao leste.

### Transporte público

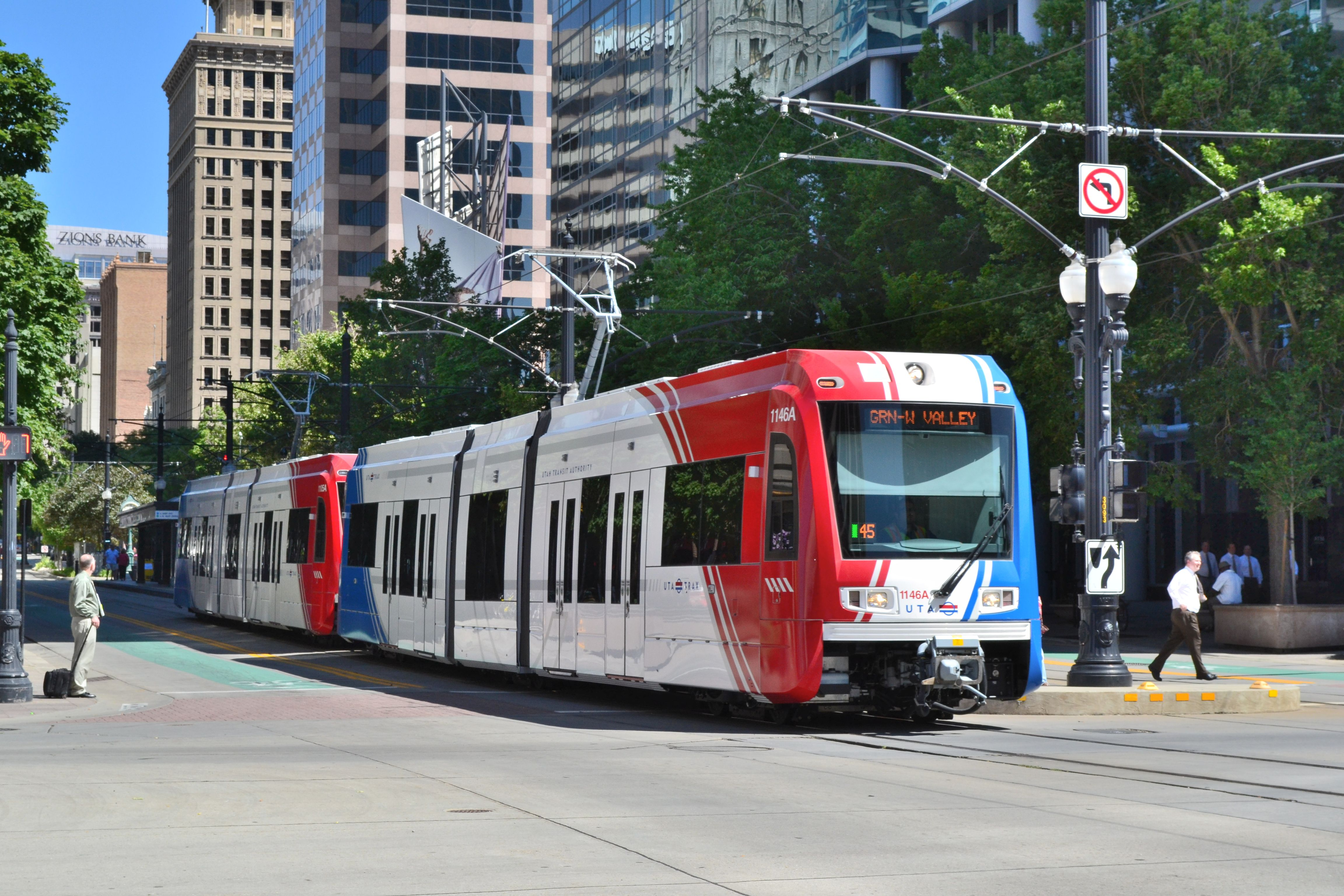
TRAX transporte público em Salt Lake City.

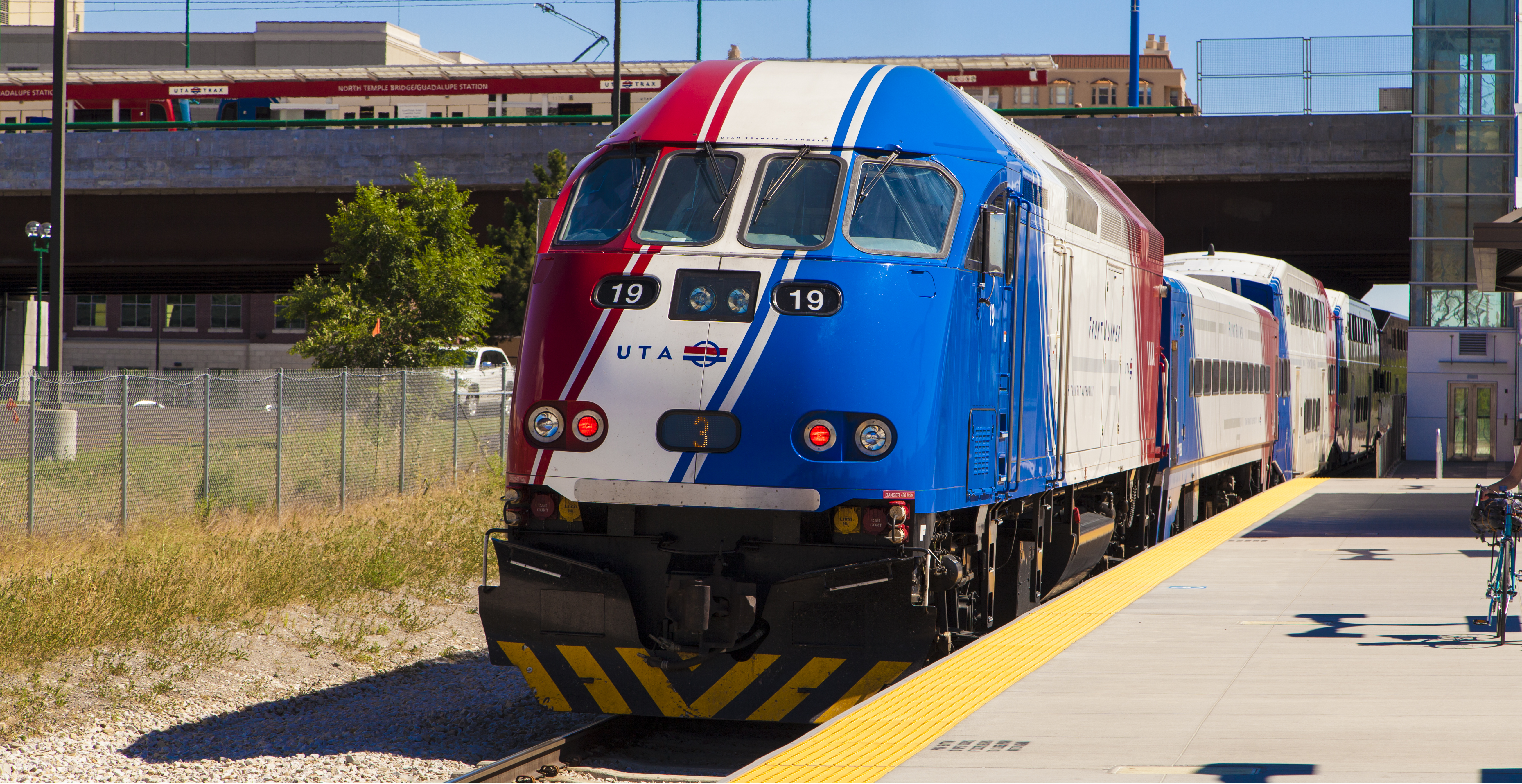
FrontRunner em baixo da ponte North Temple da TRAX.

O serviço de transporte público de Salt Lake City é operado pelo Utah Transit Authority (UTA) e inclui um sistema de ônibus, metrô e uma linha de trens urbanos. O sistema de metrô, chamado TRAX, consiste em três linhas, originários do centro, na Salt Lake City Intermodal Hub; uma linha, que foi inaugurado em 1999, vai para o sul e o outro, aberto em 2001, divide o leste e vai para a Universidade de Utah. As médias de número de passageiros diários são de 45 400. Significativamente acima das projeções originais, é o décimo primeiro sistema ferroviário mais conturbado do país, mas também o sistema de maior número de milhas. O sistema tem um total de 28 estações, sendo 17 deles localizados em Salt Lake City. O sistema ferroviário de transporte, FrontRunner, inaugurado em 26 de abril de 2008, se estende do norte para a cidade de Ogden e do sul para a cidade de Provo.

### Aéreo

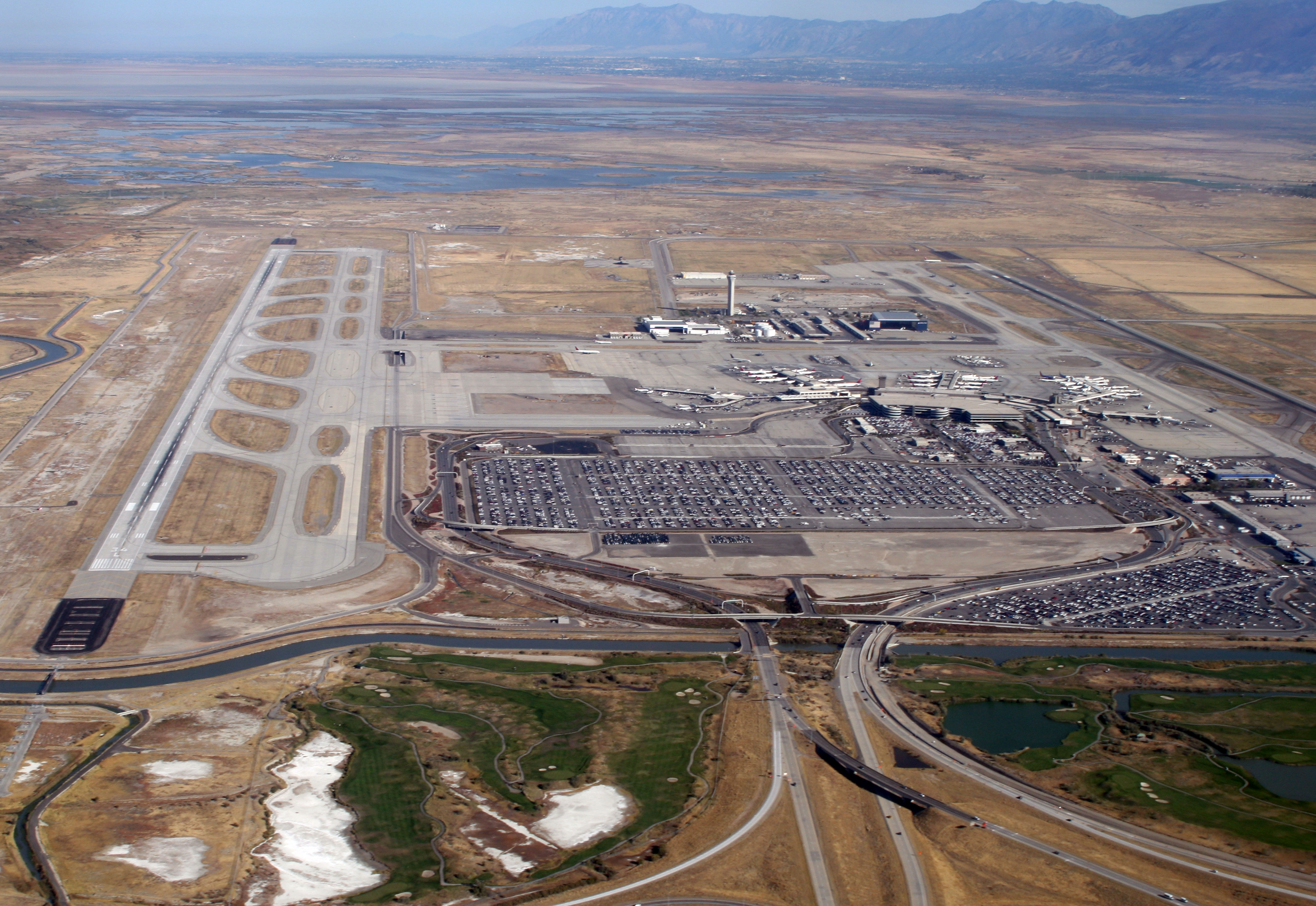
Aeroporto Internacional de Salt Lake City

O Aeroporto Internacional de Salt Lake City está localizado a cerca de 6 km a oeste da cidade. A Delta Air Lines, que opera um centro operacional no aeroporto, serve mais de 100 destinos em todo os Estados Unidos, México e Canadá, bem como Paris e Amesterdão. A SkyWest Airlines opera o seu maior centro operacional no aeroporto, Delta Connection, e atende 243 cidades. O aeroporto é servido por 4 linhas de ônibus saindo do centro da cidade e uma linha metropolitano ligeiro. Um total de 22.029.488 passageiros voou através do Aeroporto Internacional de Salt Lake City em 2007, representando um aumento de 2,19% sobre 2006. O aeroporto está, atualmente, como o 21º aeroporto mais movimentado nos Estados Unidos em termos do total de passageiros e é constantemente classificado como um dos primeiros no país em termos de chegadas e partidas em tempo, bem como com o segundo menor em número de cancelamentos Existem dois aeroportos da aviação geral nas proximidades; South Valley Regional Airport, em West Jordan e o Aeroporto Skypark em Woods Cross.

### Ciclismo
Salt Lake City está cada vez mais interessada em promover o transporte de bicicletas. Várias ruas dos subúrbios da cidade têm ciclovias e a prefeitura publicou um mapa ciclável. O mapa mostra áreas de ciclovia e áreas que não possuem ciclovias mas onde é permitido o livre transporte de bicicletas em qualquer horário. Também leva em conta rotas de estradas, trilhas multiúso e trilhas de mountain bike.
O transporte de bicicletas é permitido nos ônibus, no metrô e nas áreas montanhosas. Por estar localizada em uma região montanhosa, Salt Lake City disponibiliza de bicicletas para turistas e habitantes utilizarem em passeios nas montanhas rochosas por um breve período. Não há qualquer taxa para o uso dessas bicicletas e não há restrições de hora. No entanto, existe um limite no número de bicicletas em cada grupo turístico. Bicicletas dobráveis podem ser levadas a bordo de ônibus e táxis.

## Marcos históricos
O Registro Nacional de Lugares Históricos lista 249 marcos históricos em Salt Lake City. Os primeiros marcos foram designados em 15 de outubro de 1966 e o mais recente em 5 de março de 2021, o Los Gables Apartments. Existem 6 Marco Histórico Nacional na cidade, que inclui a Praça do Templo, designada em 1964.

## Cidades-irmãs
São cidades-irmãs de Salt Lake City:
| - Oruro, Bolívia - Thurles, Irlanda - Turim, Itália - Matsumoto, Japão - Cidade Quezon, Filipinas - Keelung, Taiwan - Chernivtsi, Ucrânia - Sarajevo, Bósnia e Herzegovina |

## Cidadãos ilustres
| - David Archuleta, cantor e compositor, participante do American Idol 2008; - Parley Baer, ator; - Roseanne Barr, atriz comediante e escritora; - Loretta Young, atriz; - Robert Bennett, senador de Utah; - Jaime Bergman, atriz; - Craig Bolerjack, personalidade desportiva nacional - Brandon Bryant, participante da 5ª temporada do So You Think You Can Dance; - Wilford Brimley, ator; - The Brobecks, banda de rock; - Ted Bundy, serial killer; - Neal Cassady, ícone da geração beat dos anos 1950 e do movimento psicodélico dos anos 1960; - Cytheria, atriz pornô nascida em Salt Lake City; - Richard Paul Evans, autor do Christmas Box; - Philo Farnsworth, inventor da televisão; - Gregg Hale, guitarrista; - Shannon Hale, autor; | - Jeremy Horn, artista de artes marciais; - Derek Hough, dançarino profissional; - Jon Huntsman, Jr., ex-governador de Utah, atual embaixador dos Estados Unidos para a China; - Maddox, escritor e humorista; - Karl Malone, jogador de basquete; - Paul McCarthy, artista plástico; - Robert Redford, ator, diretor de cinema, produtor e empresário; - Lee Redmond, recordista mundial no tamanho das unhas das mãos; - Karl Rove, estrategista político, - Ryne Sanborn, ator; - Cael Sanderson, lutador, medalhista de ouro nos Jogos Olímpicos de 2004; - Wallace Stegner, escritor e historiador americano; - John Stockton, jogador de basquete; - James Thompson, músico profissional; - David Zabriskie, ciclista profissional. - Steve Young, jogador de futebol americano |